# Contrat de vente en France
 (décembre 2009).
Si vous disposez d'ouvrages ou d'articles de référence ou si vous connaissez des sites web de qualité traitant du thème abordé ici, merci de compléter l'article en donnant les références utiles à sa vérifiabilité et en les liant à la section « Notes et références ».
« Les contrats sont par principe consensuels.

Par exception, la validité des contrats solennels est subordonnée à l'observation de formes déterminées par la loi à défaut de laquelle le contrat est nul, sauf possible régularisation.

En outre, la loi subordonne la formation de certains contrats à la remise d'une chose. »

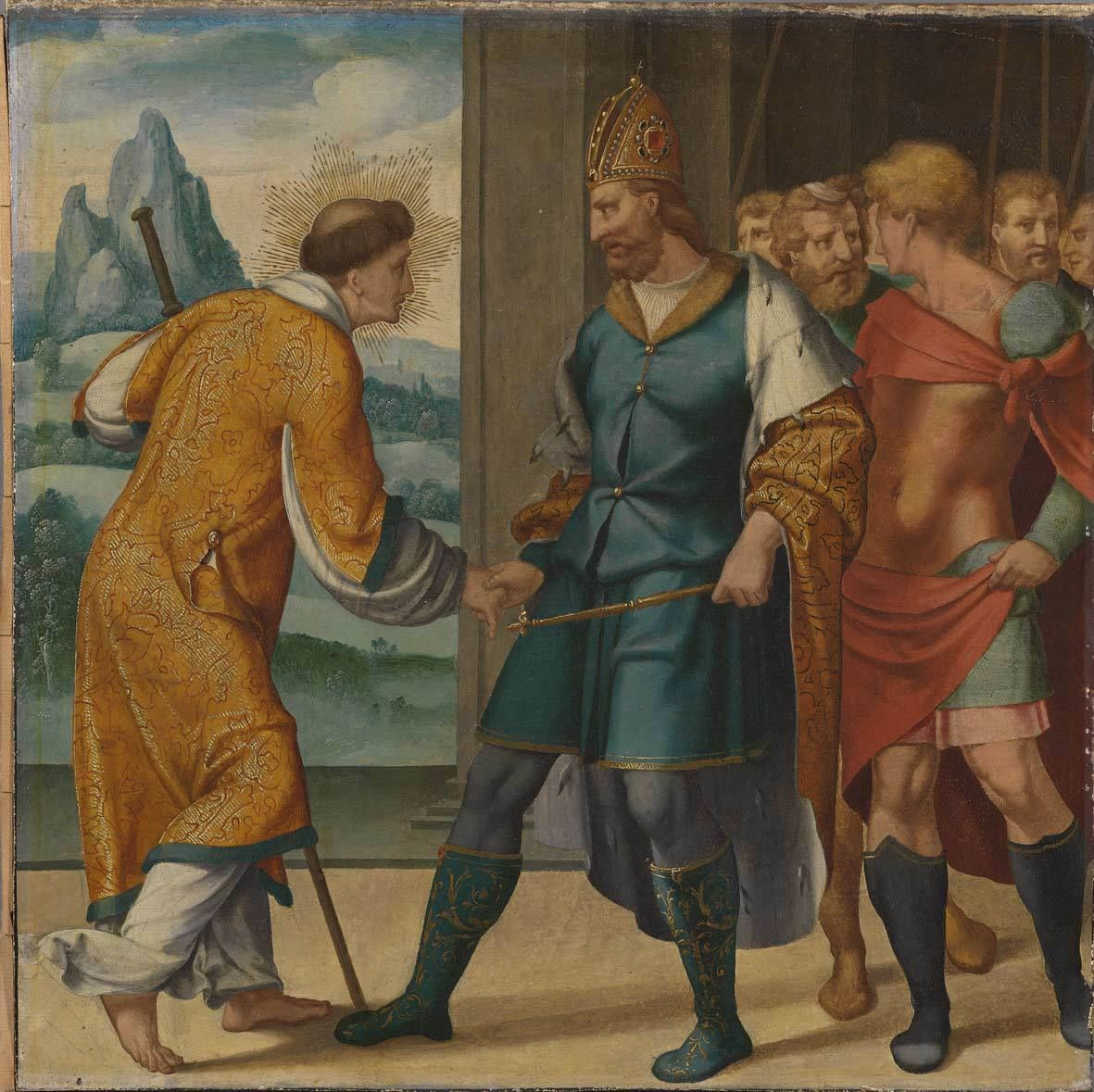
Il est parfois possible de formaliser un contrat de vente par une simple poignée de main, l'écrit n'étant pas toujours obligatoire« Les contrats sont par principe consensuels.
Par exception, la validité des contrats solennels est subordonnée à l'observation de formes déterminées par la loi à défaut de laquelle le contrat est nul, sauf possible régularisation.
En outre, la loi subordonne la formation de certains contrats à la remise d'une chose. »—Article 1172 du Code civil, version en vigueur depuis le 1er octobre 2016

En droit français, un contrat de vente est une convention par laquelle une partie s'oblige à livrer une chose, et une autre à la payer. C'est ainsi qu'elle est définie à l'alinéa 1er de l'article 1582 du Code civil de 1804:

« La vente est une convention par laquelle l'un s'oblige à livrer une chose, et l'autre à la payer.
Elle peut être faite par acte authentique ou sous seing privé. »

— Code civil de 1804, article 1582, en vigueur depuis le 21 mars 1804
Ce contrat, qui fait partie des contrats spéciaux, peut être fait par acte authentique ou sous seing privé tel que le précise l'alinéa 2 de l'article 1582 du Code civil, «elle peut être faite par acte authentique ou sous seing privé», et a pour éléments caractéristiques le prix, la chose (bien ou service) et le transfert de propriété.
La vente est donc un contrat portant sur une chose, elle en organise le transfert de propriété, différent d'une simple organisation de l'utilisation. La chose sort du patrimoine de quelqu'un pour entrer dans celui d'un autre. La vente est un contrat translatif de propriété et n'est donc pas le type de contrat apparu chronologiquement en premier. En effet, la vente serait un perfectionnement de l'échange, de la permutatio rerum, qui s'en serait détachée à l'époque de l'apparition de la monnaie et aurait laissé la simple permutatio, ou échange, avec son caractère primitif.
C'est le contrat le plus courant de toutes les conventions. Il a fait l'objet d'une forte spécialisation : il existe désormais de nombreux types de ventes qui obéissent chacun à des régimes particuliers. Ainsi, à titre d'exemple, la vente commerciale est essentiellement conclue par des commerçants entre eux pour des besoins du commerce et se caractérise par son régime de preuve, par la compétence du tribunal de commerce ou encore par la validité de certaines clauses. Cependant, le droit commun de la vente, codifié des articles 1582 à 1701 du Code civil, transcende ces régimes dérogatoires.
Les sources du droit de la vente sont nombreuses :
- Les directives communautaires (directives sur les clauses abusives, sur les produits défectueux du 25 juillet 1985 transposée par la loi du 19 mai 1998).
- La Commission des Nations unies pour le droit commercial international (CNUDCI) a adopté le 11 avril 1980, à Vienne, une Convention sur la vente internationale de marchandises 1980, entrée en vigueur en France le 1er janvier 1988 et en Suisse le 1er mars 1991 . Elle s'applique aux professionnels ayant leurs établissements dans des pays différents et régit de plein droit les ventes internationales de marchandises à fabriquer ou à produire[3] en dehors de certaines exceptions[4]. La Convention de Vienne a été ratifiée par 95 États en 2022, de l'Albanie à la Zambie, avec parfois des systèmes juridiques propres très différents.
- Les principes UNIDROIT, au niveau européen, qui constituent un pas vers un code européen des obligations.
- Les normes juridiques nationales : Constitution, lois, règlements... Le Code civil est la source juridique française principale du droit de la vente et des contrats spéciaux en général ; il consacre une centaine d'articles au droit de la vente. Le législateur a renforcé et multiplié les obligations du vendeur.
- La jurisprudence, qui reste une source essentielle du droit de la vente. Cela explique pourquoi beaucoup d'articles du Code civil sur la vente n'ont pas changé depuis 1804. Certains articles inchangés sont appliqués de manière différente qu'au XIXe siècle : les principes essentiels du droit de la vente (dont ceux de la formation du contrat) restent inchangés mais l'organisation du régime de certaines obligations a en revanche changé.

La vente est considérée comme le type même du contrat consensuel et instantané. Ce caractère consensuel était déjà affirmé en droit romain, cependant l'effet principal de la vente –le transfert de propriété- n'était pas immédiat dès l'accord de volonté : il fallait que soit conclu un autre acte, du fait de cette dissociation entre la conclusion du contrat et le transfert de propriété. Ce schéma a été repris tel quel en droit allemand. En France, le modèle de dissociation entre l'accord des volontés et le transfert de propriété a été abandonné depuis l'Ancien Droit ; le contrat de vente est instantané : vente et transfert de propriété s'effectuent en même temps.
Étymologiquement, la vente dérive du latin vendo, ere, dont provient également vanter, le vendeur ayant l’habitude de vanter sa marchandise.

## Histoire de la notion

### En droit romain

#### Un contrat réel devenu consensuel nécessitant un acte rituel
Comme en droit français, où cependant les exceptions deviennent croissantes, la vente à Rome était un contrat consensuel, c’est-à-dire que sa conclusion ne dépendait que de l’échange des consentements. À l’origine, elle fut sans doute un contrat réel, naissant de la remise de la chose à l’acheteur. Puisqu’elle donnait naissance à des actions en justice, la vente était obligatoire, mais le transfert de propriété n’était pas réalisé par le contrat, titulus ad adquirendum, car il supposait l’accomplissement d’un acte distinct, la mancipatio (un acte rituel), l’in-jure cessio (un procès fictif) ou, surtout, la traditio (la remise de la chose à l’acheteur) qui constituait le modus adquerandi. De même, dans les ventes au comptant, le transfert de propriété était subordonné à un autre élément, le paiement du prix.
En droit français, ces deux règles n’existent pas en général, bien que se manifeste une tendance à revenir au droit romain à cet égard. Au contraire, le droit allemand continue à dissocier la vente et le transfert de propriété.
Le droit romain distinguait de ce fait les ventes où le vendeur, le tradens, avait la propriété du bien et celles où il ne l'avait pas. Dans le cas où il l'avait, il était obligé de la transférer par les modes appropriés et on pouvait agir immédiatement contre lui de fundo mancipando. Dans le cas où il n'était pas propriétaire, l'acheteur mis en posession avait juste un titre pour usucaper pro emptore.
Quand le vendeur n'était pas propriétaire, l'acheteur mis en posession était donc trompé dans son expectative. Mais il ne pouvait agir que s'il était évincé. Avant l'éviction, il n'aurait pu réclamer le transfert de propriété que si la vente avait été transformée en stipulation. C'est ce qui permettait de dire que le vendeur n'était pas tenu en vertu du contrat de vente de transférer la propriété, une obligation de dare ne pouvant naître que de la stipulation. Enfin était nulle toute convention ayant pour objet de dispenser le vendeur de rendre l'acheteur propriétaire, une pareille convention étant contraire à l'essence de la vente.

#### Res perit emptori, les risques pèsent sur l’acheteur
Avec un raisonnement différent, le droit français parvient à un résultat identique (res perit domino) : les risques pèsent sur le propriétaire. Sur les marchés romains veillait un magistrat, l'édile curule. Il ne garantissait pas les vices apparents(de non vigilantibus non curat praetor : le préteur ne protège pas ceux qui ne s’occupent pas de leurs intérêts) et l’acheteur n’avait qu’à ouvrir les yeux. Contre le vendeur malhonnête, les édiles avaient organisé la garantie des vices cachés. L’acheteur put alors obtenir, soit la résolution de la vente (l’action rédhibitoire), soit une indemnisation (l’action estimatoire : actio quanti minoris). Le droit français contemporain a donné un développement important à la garantie édilicienne en la transformant. À la fin du Bas-Empire, afin de protéger les humiliores (les « petits ») contre les potentiores (les « gros »), Dioclétien admit en cas de laesio en ormis d’un vendeur d’immeuble la rescision de la vente ou le versement d’un supplément de prix ; le régime actuellement applicable en France est identique.

#### Lalex commissoria, pactes adjoints
Déjà à Rome, les usages commerciaux avaient peu à peu diversifié la vente en y adjoignant les pactes les plus variés. Dans toute son histoire, la pratique en multiplie les modalités, faisant d’un contrat simple et unique la source de contrats complexes et très nombreux. Le pacte adjoint romain le plus utilisé fut la lex commissoria, origine de la résolution des contrats synallagmatiques pour cause d’inexécution du droit français. Sur ce point, la construction romaine fut inachevée.Selon elle, la vente était, en quelque sorte, l’adjonction de deux actes distincts, l’achat et la vente (emptio venditioque). Elle n’était pas parvenue à affirmer l’interdépendance des deux obligations, ce fut l’œuvre de l’Ancien droit.

### Sous l'ancien droit
L’Ancien droit développa avec des fluctuations diverses les règles romaines, en les imprégnant sous l’influence des canonistes d’exigences morales et en faisant apparaître des principes nouveaux. Fut ainsi affirmée l’interdépendance des obligations réciproques découlant de la vente. Peu à peu furent posés les principes de la résolution pour cause d’inexécution même en dehors d’un pacte commissoire exprès, et de l’exception d’inexécution. Sous l’influence des notaires, le droit de la vente s’orienta peu à peu vers le principe du transfert instantané de la propriété, en systématisant les clauses de style telles que la dessaisine-saisine. Les garanties du vendeur non payé s’organisèrent, à partir du XVIe siècle, autour des privilèges, celui du vendeur d’immeuble et celui du vendeur de meubles. La théologie du XIIIe siècle de Saint Thomas d'Aquin, soucieuse d’équité, systématisa la théorie du juste prix. Elle se heurta sur ce point capital à la pratique qui, afin d’assurer la sécurité des transactions, fut hostile à la révision et à la rescision de la vente pour cause de lésion. À cet égard, l’Ancien droit n’aboutit pas à des résultats différents de ceux de Dioclétien. Ils seront partiellement remis en cause par la Révolution.

### Sous la révolution et le directoire
Pendant la Révolution, une des questions soulevées par la vente d’immeuble fut la rescision pour cause de lésion. La Révolution fut en effet marquée par la plus grande débâcle monétaire de l’histoire française, l’effondrement des assignats et des mandats territoriaux, qui lui fut fatale. Aussi les vendeurs d’immeuble demandaient-ils systématiquement la rescision pour cause de lésion de leurs ventes, car ils préféraient retrouver leur immeuble plutôt que de conserver une monnaie de singe. Ce qui eut pour conséquence une insécurité générale des transactions immobilières, notamment celles qui portaient sur les biens nationaux. Or, une des politiques de la Révolution fut de s’appuyer sur les acquéreurs des biens nationaux, la nouvelle classe qu’elle avait créée. Afin de la protéger, la Convention abolit la rescision. Avec le retour de la stabilité monétaire, le Directoire la rétablit, mais dans des conditions strictes, reprises peu après par le Code civil.

## Les caractères de la vente

### Consensuels
Selon le droit commun des contrats, la vente est un contrat consensuel : il est conclu dès l’échange des consentements. Cet échange des volontés doit se faire sur les éléments essentiels du contrat, c'est-à-dire la nature de la convention à conclure, une chose suffisamment déterminée à livrer en propriété à l'acheteur et un prix suffisamment déterminé ou déterminable à payer par l'acheteur. L’absence d’accord sur les éléments accessoires ne remet pas en cause la conclusion du contrat, sauf si les parties ont donné à ces éléments accessoires un caractère subjectivement essentiel.

« Les contrats sont par principe consensuels.
Par exception, la validité des contrats solennels est subordonnée à l'observation de formes déterminées par la loi à défaut de laquelle le contrat est nul, sauf possible régularisation.
En outre, la loi subordonne la formation de certains contrats à la remise d'une chose. »

— Article 1172 du Code civil, version en vigueur depuis le 1er octobre 2016
La vente est néanmoins, un contrat campaniforme, c'est-à-dire que, ancré dans le temps et les traditions, la vente est un contrat riche d'histoire et de bouleversement. Ainsi, depuis une cinquantaine d’année, il y a cependant un recul du consensualisme et un retour du formel dans la vente. La loi exige le respect de certaines formalités pour la validité de quelques contrats :
- La vente de fonds de commerce.
- Certaines ventes conclues entre un professionnel et un consommateur, comme celles utilisant des méthodes commerciales considérées comme « agressives ».
- Certaines ventes de droits de propriété intellectuelle.

En cas de défaut dans la formalité (par exemple, l’absence de mentions obligatoires), la personne protégée peut demander la nullité relative (nullité protégeant un intérêt particulier).
La vente d’immeuble n’est elle pas un contrat solennel mais consensuel : l’exigence de la signature d’un acte notarié n’implique pas le caractère solennel de la vente. Il faut en effet s’interroger à quel titre cette formalité est prévue : si elle est par exemple prévue pour les besoins de la preuve ou de l’opposabilité, le contrat n’en reste pas moins consensuel car elle n’empêche pas sa conclusion. En ce qui concerne la vente d’immeuble, la formalité a pour but l’opposabilité aux tiers, qui en l’absence d’acte notarié ne sont pas censés connaître l’existence du contrat de vente d’immeuble et le changement de propriétaire qui l’accompagne ; la signature et la publication de l’acte notarié permettent de donner effet au contrat vis-à-vis des tiers et ne remettent pas en cause sa conclusion.

### Synallagmatiques
Le contrat synallagmatique nécessite un accord des volontés, celui qui s’engage doit donner son accord et le bénéficiaire l’accepter (exemple : la donation). C'est donc le contraire d'un acte juridique unilatéral qui ne nécessite pas d’accord de volontés, puisqu'il résulte simplement du fait qu’une personne décide de créer un droit vis-à-vis d’une autre personne, en manifestant unilatéralement sa volonté (exemples : le testament ; la reconnaissance d’un enfant). Le droit français est peu favorable à l’acte unilatéral, contrairement au droit allemand.

« Le contrat est synallagmatique lorsque les contractants s'obligent réciproquement les uns envers les autres.
Il est unilatéral lorsqu'une ou plusieurs personnes s'obligent envers une ou plusieurs autres sans qu'il y ait d'engagement réciproque de celles-ci. »

— Article 1106 du Code civil, version en vigueur depuis le 1er octobre 2016
Le caractère synallagmatique d’un contrat (le contrat présente des obligations interdépendantes à la charge des deux parties) s’oppose donc au caractère unilatéral (où une seule des parties s’oblige vis-à-vis de l’autre).

### Onéreux
Il n’y a pas de place dans le contrat de vente pour l’intention libérale. La qualification de contrat à titre onéreux ne dépend pas du caractère équilibré ou non du prix mais de son existence et de son caractère réel et sérieux : ce n’est pas parce que l’acheteur a payé une chose peu cher que le contrat sera requalifié en contrat à titre gratuit et donc en donation.
Il se peut que les parties aient volontairement dissimulé un contrat de donation sous l’apparence d’une vente stipulant un prix. Le Code civil ne condamne pas a priori cette technique appelée la simulation, mais ses effets sont différentes dans les relations entre les parties et vis-à-vis des tiers. Entre les parties, c’est le véritable contrat exprimé dans l'acte secret (contre-lettre) qui prime et va s’appliquer. Pour les tiers, c’est le contrat ostensible qui s’applique sauf s'ils ont intérêt à ce qu’il leur soit opposé le véritable contrat auquel cas le tiers devra faire une action en déclaration de simulation afin de se prévaloir de la contre-lettre.

« Lorsque les parties ont conclu un contrat apparent qui dissimule un contrat occulte, ce dernier, appelé aussi contre-lettre, produit effet entre les parties. Il n'est pas opposable aux tiers, qui peuvent néanmoins s'en prévaloir. »

— Article 1201 du Code civil, version en vigueur depuis le 1er octobre 2016

### Commutatifs
La vente est en principe un contrat commutatif où les obligations des parties sont connues et considérées juridiquement comme équivalentes dès sa conclusion. Il s’oppose donc au contrat aléatoire dans lequel l’existence ou l’étendue des obligations n’est pas connue dès sa conclusion et va dépendre d’un évènement.
Dans le contrat de vente, l’obligation essentielle de l’acheteur est connue dès la conclusion du contrat, considérée équivalente de l’obligation de transférer la propriété. Les parties peuvent cependant aménager la vente afin d’en faire un contrat aléatoire, la majorité des règles du Code civil concernant le contrat de vente étant simplement supplétives de volonté et non impératives. L’intérêt réside alors le fait que dans un contrat aléatoire, on ne peut jamais contester la validité en se fondant sur la lésion : « l’aléa chasse la lésion ».

« Le contrat est commutatif lorsque chacune des parties s'engage à procurer à l'autre un avantage qui est regardé comme l'équivalent de celui qu'elle reçoit.
Il est aléatoire lorsque les parties acceptent de faire dépendre les effets du contrat, quant aux avantages et aux pertes qui en résulteront, d'un événement incertain. »

— Article 1108 du Code civil, version en vigueur depuis le 1er octobre 2016

### Le caractère intuitu personae
La vente n'est pas un contrat conclu intuitu personae, c'est-à-dire qu'il n'est pas lié à personnalité de l'acheteur ou du vendeur, même si dans certaines situations, la personnalité de l’acheteur peut être importante pour le vendeur.

## La question du prix
L'article 1582 du Code civil qui définit le contrat de vente ne précise pas ce que la notion de prix recouvre. Il est considéré comme la contrepartie pécuniaire due par l’acheteur.

« La vente est une convention par laquelle l'un s'oblige à livrer une chose, et l'autre à la payer.
Elle peut être faite par acte authentique ou sous seing privé. »

— Article 1582 du Code civil, version en vigueur depuis le 21 mars 1804
Le prix est habituellement formulé en argent. Toutefois, cette contrepartie en argent n'est pas toujours nécessaire à la vente comme lorsqu’un prix est fixé par le mécanisme de la compensation. Par exemple, un débiteur doit 10 000 euros à son créancier mais au lieu de lui verser cette somme, il lui vend un bien qui vaut 10 000 euros, le créancier devient alors acheteur et le prix est versé par le mécanisme de la compensation, sans échange d'argent.
Le prix est un élément distinctif du contrat de vente :
- Il permet de distinguer la vente de la donation dans laquelle il n'y a pas de contrepartie financière.
- Il permet de distinguer la vente de l'échange qui n'implique pas le versement d’une contrepartie en argent mais le transfert de propriété d’un bien (il s’agit de troc). Les biens transférés sont dans la plupart des cas considérés comme ayant une valeur égale mais il peut en fait y avoir un fort déséquilibre exigeant un complément en argent et, dans ce cas, le juge ayant à statuer se réfèrera à ce qui est essentiel et accessoire pour qualifier le contrat d’échange ou de vente.
- Il permet de distinguer la vente de l'apport en société. Lorsque l’on désire devenir associé ou actionnaire d’une société, on doit lui apporter quelque chose : son argent (apport en numéraire), un bien mobilier ou immobilier (apport en nature) ou son travail (apport en industrie). La distinction entre apport en nature et vente est délicate, car il y a dans les deux cas transfert de propriété, mais en contrepartie du transfert de propriété dans l’apport en nature – comme dans les autres apports en société- on ne reçoit pas de contrepartie pécuniaire mais des parts sociales ou des actions.
- Il permet de distinguer la vente du bail à nourriture qui est un contrat créé par la pratique, non régi par des règles légales. C’est une convention dans laquelle une personne s’engage à prendre soin d’une autre personne en la logeant et la nourrissant à titre onéreux, soit par le versement d’une somme d’argent, soit par le transfert de propriété d’un bien. Contrairement à la vente, il n’y a pas de prix car la contrepartie du transfert de propriété est le service rendu.
- Il permet de distinguer la vente de la dation en paiement qui est le mécanisme juridique grâce auquel le créancier accepte d’être payé par autre chose que ce qui était prévu à l’origine. Le créancier peut exiger d’être payé comme cela était prévu au contrat, et le débiteur doit alors exécuter son obligation tel que prévu. Pour qu’il y ait dation, il faut que le créancier accepte d’être payé autrement, « anormalement »[6].

Il ne peut y avoir de contrat de vente si aucun prix n’est fixé. Le prix est un élément essentiel de la vente et il est l’objet d’une obligation, l’obligation principale de l’acheteur qui est de payer le prix.

### Un prix déterminé ou déterminable
Le prix dans la vente doit être déterminé ou déterminable. C'est une exigence de validité et en l’absence de cette détermination, la vente est nulle de nullité absolue.
Il faut distinguer l’exigence d’un prix dans la vente et la jurisprudence « chaotique » des contrats cadre dans lesquels le prix de vente est imposé par le vendeur, ce qui ne remet pas en cause l’exigence légale de la détermination du prix (article 1591 du Code civil) dans la vente.

« Le prix de la vente doit être déterminé et désigné par les parties. »

— Article 1591 du Code civil, version en vigueur depuis le 21 mars 1804
Il n'y a pas de difficulté quand le prix est indiqué lors de la conclusion du contrat, puisque le prix est alors définitif. En revanche, lorsque les ventes s’étalent dans le temps (Contrat à exécution successive), le prix n'est pas fixé définitivement et il sera fixé plus tard, par exemple le jour où le bien sera livré. La jurisprudence exige donc que les éléments qui permettent de chiffrer le montant du prix soient désignés dès la conclusion du contrat, de manière que le prix soit :

#### Un prix précis
Aucun accord supplémentaire ne doit être nécessaire, les éléments désignés dès la conclusion du contrat doivent être suffisants pour que la fixation du prix puisse se faire, sous peine de nullité du contrat,

#### Un prix objectif
Il ne doit pas y avoir de place à l’arbitraire dans la fixation du prix pour éviter que l’acheteur soit à la merci du vendeur. Pour répondre à cette exigence d’objectivité du prix, les contrats-cadre ont prévu une clause de détermination du prix par un tiers mais il existe d'autres techniques de fixation objective du prix  telles que le recours à une clause d'indexation du prix ou la référence à la rentabilité de la chose objet du contrat de vente.
Il faut souligner que le juge ne peut en aucun cas décider de déterminer lui-même le prix.

### Un prix réel
- Le prix doit être réel, c'est-à-dire non fictif. Si le prix réel est plus élevé, ou plus bas, que le prix apparent, il s'agit d'une simulation. Lorsque le prix réel est supérieur au prix mentionné dans le contrat, l’article 1840 du Code général des impôts, qui interdit l’hypothèse des « dessous de table », sanctionne le contrat de nullité absolue. Dans l’autre hypothèse, lorsque le prix réel est inférieur au prix mentionné, la simulation est légale mais pose les tribunaux peuvent qualifier le contrat en donation.

« Les parties affirment, sous les peines édictées par l'article 1837 du code général des impôts que le présent acte exprime l'intégralité du prix ou de la soulte convenue »

— Phrase usuellement insérée dans les contrats de vente immobilière

### Un prix sérieux
- Le prix doit être sérieux, ce qui signifie que les parties ne peuvent pas fixer un prix dérisoire car la vente serait alors nulle[7]. Un prix dérisoire n’est pas un prix simplement déséquilibré mais un prix si bas qu’en fait c’est comme s’il n’y avait pas de prix. Les juges analysent l’ensemble du contrat ; par exemple ils prennent en compte le fait que l’acheteur peut avoir à prendre en charge –à côté de l’achat à prix symbolique- un certain nombre de dépenses qui donneront à l’opération globale un coût sérieux.

« La vente consentie sans prix sérieux est affectée d'une nullité qui, étant fondée sur l'absence d'un élément essentiel de ce contrat, est une nullité absolue soumise à la prescription trentenaire de droit commun »

— Cour de Cassation, chambre commerciale, 23 octobre 2007, n° 06-13.979

### Un prix licite
Dans notre système d’économie libérale, le principe est la liberté des prix et de la libre concurrence et actuellement. Il existe cependant des exceptions qui rendent le prix illicite si les règles  tant nationales que communautaires ne sont pas respectées :
- l'État fixe parfois le prix des produits comme pour les médicaments, le gaz, l'électricité mais ces cas sont de moins en moins nombreux depuis 1986
- les ententes illicites , où des concurrents se mettent d’accord pour fixer les prix de leurs produits, sont également sanctionnées
- les abus de position dominante sont interdits et sanctionnés.

Par ailleurs, des règles imposent des obligations de transparence sur les prix pratiqués, là aussi afin de garantir la libre concurrence. Ainsi, les barèmes, primes, ristournes faites à un professionnel doivent être communiqués dès qu’un autre professionnel en fait la demande afin d'éviter pratiques discriminatoires favorisant un détaillant au détriment d’un autre. De même, sont interdites les pratiques de prix imposés alors qu'un « prix maximum conseillé » est légal.
Il existe aussi des règles de protection des consommateurs, notamment dans le Code de la consommation qui impose une information et une transparence sur les prix de vente dans les contrats entre professionnels et consommateurs, avec principalement l'obligation d'affichage des prix et l'obligation de transparence dès la publicité.

### La prise en compte de la lésion
Dans certains types de contrats, le juge a un pouvoir de révision des prix qui lui paraissent disproportionnés ; ce pouvoir de révision est limité à certaines hypothèses et ne remettent pas en cause la liberté contractuelle.
En matière de vente, les pouvoirs de révision du prix par le juge sont très limités. Ce pouvoir existe cependant dans de rares hypothèses, afin de répondre au souci de l’équilibre contractuel réel, qui renvoie au fondement du contrat.
Dans certains contrats, notamment des contrats de vente, le déséquilibre entre les prestations –constaté à la formation du contrat- est sanctionné. La technique juridique de contrôle de ce déséquilibre initial est la rescision pour lésion.
L’article 1118 du Code civil ancien envisageait la sanction de ce déséquilibre initial.

« La lésion ne vicie les conventions que dans certains contrats ou à l'égard de certaines personnes, ainsi qu'il sera expliqué en la même section. »

— Ancien article 1118  (Abrogé par Ordonnance numéro 2016-131 du 10 février 2016, à compter du 1er octobre 2016)
La rescision pour lésion est envisagée dans le Code civil de façon stricte : peu de cas sont pris en compte, contrairement à d’autres systèmes juridiques étrangers. Le juge ne contrôle le prix que lorsque la loi l’y autorise.
L’article 1674 du Code civil envisage la prise en compte de la lésion dans la vente d’immeuble. D’autres articles prennent en compte la lésion dans la vente de produits agricoles et dans la cession de droits d’auteur. La jurisprudence a quant à elle contrôlé d’autres contrats tels que la cession d’office ministériel, mais l’on peut se demander dans ce genre de cas si elle n’a pas outrepassé ses compétences.

« Si le vendeur a été lésé de plus de sept douzièmes dans le prix d'un immeuble, il a le droit de demander la rescision de la vente, quand même il aurait expressément renoncé dans le contrat à la faculté de demander cette rescision, et qu'il aurait déclaré donner la plus-value. »

— Article 1674 du Code civil, version en vigueur depuis le 21 mars 1804
Dans le cas de la vente d’immeuble, toutes les ventes d’immeuble ne sont pas visées : ne sont pas concernées les ventes d’immeuble aléatoires (« l’aléa chasse la lésion ») et l’on ne peut donc critiquer le prix d’une vente faite aux enchères. De façon générale, le champ d’application de la rescision pour lésion est très limité car l’article 1674 pose des conditions très strictes à sa demande.
Le déséquilibre financier n’est envisagé que lorsqu’il est défavorable au vendeur (l’acheteur n’est pas protégé). Il faut qu’il soit au moins des 7/12e de l’immeuble, ce qui est beaucoup. Le législateur craignait que le vendeur soit poussé par le besoin financier et qu’il soit obligé de vendre l’élément central de son patrimoine à un prix très bas.
L’action en rescision pour lésion doit être intentée dans un délai préfix de 2 ans à compter du jour de la conclusion de la vente (article 1676 du Code civil) ; passé ce délai, l’action est irrecevable.

« La demande n'est plus recevable après l'expiration de deux années, à compter du jour de la vente.
Ce délai court et n'est pas suspendu pendant la durée du temps stipulé pour le pacte du rachat. »

— Article 1676 du Code civil, version en vigueur depuis le 21 mars 1804
La procédure (en deux temps) est complexe et longue : d’abord, le vendeur devra établir le caractère probable, vraisemblable, de la lésion ; un premier jugement sera alors rendu afin de déclarer l’action recevable ou non ; si l’action est recevable, trois experts seront alors nommés, et une fois la lésion prouvée, la rescision sera prononcée, devant amener à l’anéantissement du contrat. Cependant, l’acheteur dispose d’un choix : soit il subit la rescision pour lésion (il y a alors anéantissement rétroactif du contrat de vente), soit il rachète la lésion et sauve ainsi le contrat en donnant une somme supplémentaire afin d’atteindre 90 % de la valeur réelle de l’immeuble (il fait donc toujours une bonne affaire puisque la loi ne l’oblige pas à payer à l’acheteur l’entière valeur de l’immeuble)

## La notion de chose
Comme il ne peut y avoir de vente sans prix, il ne peut y avoir de vente sans transfert de propriété d’une chose. Cette caractéristique permet de distinguer la vente de contrats voisins, qui ne sont pas considérés comme des ventes, soit parce qu’ils ne portent pas sur des choses, soit parce qu’ils n’opèrent pas de transfert de propriété.
La chose vendue, au sens juridique, se traduit par une variété très large d’objets de la vente :  ce peut être un bien meuble ou immeuble ; un bien corporel ou incorporel ; un bien matériel ou immatériel etc. Par exemple, la vente d’un fonds de commerce inclut souvent une multitude de choses et fait appel au droit commun de la vente ainsi qu’à des spécificités.
Peut-on vendre une créance ? Une dette ? Un contrat ?
Oui, en ce qui concerne la créance. Elle se cède selon les modalités prévues par l’article 1689 et suivants du Code civil. Elle n’est pas considérée comme un lien de droit interpersonnel, on admet son caractère de « bien », de « chose » de « valeur » qui peut être transférée. C’est une vision objective de la créance.

« Dans le transport d'une créance, d'un droit ou d'une action sur un tiers, la délivrance s'opère entre le cédant et le cessionnaire par la remise du titre. »

— Article 1689 du Code civil, version en vigueur depuis le 21 mars 1804
Non en ce qui concerne la dette et le contrat : il y a une réticence à admettre cette possibilité dans la dette, du fait de son caractère « personnel », la personne du débiteur et du créancier est prise en compte). Cette réticence rejaillit pareillement sur le contrat.
La chose est un élément distinctif du contrat de vente.
Elle permet de distinguer la vente du contrat d’entreprise.
Le critère pour distinguer la vente du contrat d’entreprise est le caractère standard ou spécifique du travail effectué, de la chose à réaliser.
Un problème se pose, celui des services liés à la vente. Dans de nombreux contrats de vente, le vendeur s’engage –en plus du transfert de propriété de la chose- à effectuer des prestations de services (par exemple, la livraison à domicile ou le service après vente) ; ces prestations ne remettent pas en cause la qualification de contrat de vente : elles constituent de simples accessoires à la chose vendue, utiles voire indispensables à l’utilisation de cette chose. Cependant, l’existence de telles prestations supplémentaires implique des règles particulières, que prévoient tant le Code de la consommation que le Code de commerce ; l’idée générale de ces règles particulières est de protéger le consommateur et d’interdire que ces services proposés soient nécessairement liés à la vente, afin que le consommateur ait le choix entre accepter ces services annexes ou les refuser en payant alors moins cher.
La chose étant l’objet d’une obligation principale du contrat, des exigences sont posées à son égard pour que le contrat de vente soit valable.
La chose doit exister ; être susceptible d’aliénation ; être déterminée ou déterminable. Les manquements à ces exigences sont sanctionnées par la nullité du contrat.

### Une chose existante
La caractéristique de l’existence de la chose vendue suscite deux questions.
Que se passe-t-il si la chose a disparu avant la conclusion du contrat ?
La disparition de la chose avant la conclusion du contrat de vente rend le contrat nul de nullité absolue (ce qui est pourtant moins protecteur pour l’acheteur qu’une nullité relative).
Selon l’article 1601 du Code civil, la destruction totale de la chose doit être distinguée de sa destruction partielle : en cas de destruction totale de la chose, la vente est toujours nulle de nullité absolue ; en cas de destruction partielle, l’acheteur a le choix entre demander la nullité de la vente ou conserver la vente avec une réduction du prix proportionnelle à l’étendue de la destruction.

« Si au moment de la vente la chose vendue était périe en totalité, la vente serait nulle.
Si une partie seulement de la chose est périe, il est au choix de l'acquéreur d'abandonner la vente, ou de demander la partie conservée, en faisant déterminer le prix par la ventilation. »

— Article 1601 du Code civil, version en vigueur depuis le 21 mars 1804
La disparition de la chose avant la conclusion de la vente a des conséquences différentes de l’hypothèse de sa disparition après la conclusion de la vente ; hypothèse qui n’a plus trait à la formation du contrat mais à la charge des risques.
Les risques de perte de la chose (par exemple par cas fortuit) pèsent sur le propriétaire : « res perit domino ».
Peut-on vendre quelque chose qui n’existe pas encore (chose future) ?
Le droit commun des contrats (article 1130 ancien du Code civil) pose un principe de validité des conventions portant sur des choses futures (par exemple un immeuble à construire ou une œuvre à écrire).

« Les choses futures peuvent être l'objet d'une obligation. »

— Ancien article 1130  (Abrogé par Ordonnance numéro 2016-131 du 10 février 2016, à compter du 1er octobre 2016)
Pour la vente, il faut distinguer plusieurs hypothèses car le régime juridique n’est pas toujours identique :  le plus souvent, la convention de vente de choses futures est un contrat commutatif où le transfert de propriété se fera au jour où la chose existera ; mais dans des cas exceptionnels, la vente de choses futures est un contrat aléatoire où l’acheteur prend un risque (par exemple, la vente au coup de filet, où les parties ont intégré l’aléa du résultat et où l’acheteur décide de son plein gré de payer le prix de la chose qui lui sera transféré, en prenant le risque que le coup de filet ramène peu voire ne ramène rien). Il y a certaines restrictions sur la vente de choses futures, telles que le droit de propriété intellectuelle ou la succession, mais le principe est que les contrats de vente sur les choses futures sont valables ; le contrat de vente sera conclu dès l’accord de volonté des parties mais ne sera parfait qu’à partir de l’existence de la chose où l’acheteur en devient propriétaire.

### Une chose aliénable
Toute chose peut faire l’objet d’une convention si elle est dans le commerce (article 1128 du Code civil). Le droit de la vente s’aligne sur le droit commun des contrats, puisque l’article 1598 du Code civil pose le principe que toute chose dans le commerce peut faire l’objet d’une vente, à moins que son aliénation n’en soit interdite.

« Sont nécessaires à la validité d'un contrat :
1° Le consentement des parties ;
2° Leur capacité de contracter ;
3° Un contenu licite et certain. »

— Article 1128 du Code civil, version en vigueur depuis le 1er octobre 2016
Quelles sont les choses dont la loi ou les conventions interdisent l’aliénation ?
Il existe quelques hypothèses d’inaliénabilité légales, qui viennent avant tout protéger l’intérêt général : la loi interdit par exemple à peine de nullité absolue toute vente portant sur le corps humain ; les stupéfiants ; les successions futures ; les droits civils ou politiques tels que l’autorité parentale ou le droit de vote, la  vente de la chose d'autrui.
La question de la cession de clientèle civile a posé des problèmes en jurisprudence. Bien que ce type de contrat soit très courant (exemple : un médecin part à la retraite et fait payer sa clientèle à son successeur), il a pendant longtemps été annulable au motif que la clientèle des professions libérales, constituée de personnes libres (dont le professionnel n’est pas propriétaire mais simplement lié par leur confiance), ne pouvait faire l’objet d’une vente. Les professionnels ont de façon un peu hypocrite échappé au risque de nullité du contrat en qualifiant son objet de simple présentation du successeur aux clients moyennant finances.
La Cour de cassation a résolu ce problème dans un arrêt Civ. 1re ; 7 novembre 2000 disant que « la cession de clientèle (médicale) à l’occasion de la constitution ou de la cession d’un fonds libéral d’exercice de la profession n’est pas illicite, à condition que la liberté de choix du patient soit sauvegardée ». C’est un revirement de jurisprudence puisque la Cour de cassation accepte l’idée d’une cessibilité de clientèle, mais seulement si des conditions sont remplies : la clientèle ne peut être vendue qu’à l’occasion de la cession générale du fonds, et non de façon isolée ; la liberté de choix de cette clientèle doit être préservée.
Cette jurisprudence a été confirmée par un arrêt Civ. 1re ; 30 juin 2004 disant que « la cessibilité de clientèle n’est pas illicite à la condition que soit sauvegardée la liberté de choix du patient ». La Cour de cassation ne fait plus référence à la condition du moment de la cession.
L’inaliénabilité de la chose peut aussi être d’origine conventionnelle. Il s’agit de l’hypothèse où la propriété d’un bien est transférée à quelqu’un, mais le contrat prévoit que cette personne n’a pas le droit de revendre cette chose ; le droit de propriété transféré est donc limité par une clause d’inaliénabilité. Cette hypothèse crée un conflit entre le droit « absolu » de propriété et la volonté des parties du contrat.
La jurisprudence ancienne a repris les principes posés par le Code civil, dans son article 900-1 qui réglemente les clauses d’inaliénabilité dans les donations ou les legs (donations posthumes), et a reconnu la validité des clauses d’inaliénabilité dans la vente sous deux conditions cumulatives :
- la clause d’inaliénabilité doit avoir un caractère temporaire : cette condition est jugée avec une certaine souplesse dans la mesure où l’inaliénabilité d’une chose pour la durée de la vie a été reconnue licite.
- elle doit avoir une justification (sérieuse) : les juges vérifient que la clause d’inaliénabilité n’est pas liée à un caprice du donateur mais bien à un intérêt financier ou moral.

« Les clauses d'inaliénabilité affectant un bien donné ou légué ne sont valables que si elles sont temporaires et justifiées par un intérêt sérieux et légitime. Même dans ce cas, le donataire ou le légataire peut être judiciairement autorisé à disposer du bien si l'intérêt qui avait justifié la clause a disparu ou s'il advient qu'un intérêt plus important l'exige.
Les dispositions du présent article ne préjudicient pas aux libéralités consenties à des personnes morales ou mêmes à des personnes physiques à charge de constituer des personnes morales. »

— Article 900-1 du Code civil, version en vigueur depuis le 1er octobre 2016
Toute clause d’inaliénabilité temporaire et sérieuse dans une donation un legs interdit l’aliénation (par exemple la vente) de la chose vendue.
Cependant, même lorsqu’elles sont valables, ces clauses peuvent être levées par le juge (qui donnera l’autorisation d’aliéner le bien), soit parce que justification de la clause a disparu, soit parce qu’il existe un intérêt supérieur à cette justification.
Ces clauses d’inaliénabilité sont-elles encore valables à l’heure actuelle dans les contrats de vente ?
Les avis sont partagés. Les arrêts ayant admis les clauses d’inaliénabilité dans la vente sont anciens (début du XXe siècle et rares. Des auteurs tels que Boris Starck ou Hervé Malinge se fondent cependant dessus pour affirmer qu’un vendeur peut valablement stipuler qu’il interdit à l’acheteur de revendre le bien. D’autres auteurs tels qu’Alain Bénabent et Guillaume Retier considèrent que les clauses d’inaliénabilité dans la vente sont nulles car on ne peut pas raisonner par amalgame avec des contrats tels que la donation dans lesquels préside l’intention libérale.
Une vente, à proprement parler, ne peut en réalité contenir de clause d’inaliénabilité puisque ce contrat transfère complètement la propriété. Il n’est donc pas possible de limiter les pouvoirs du nouveau propriétaire.

### Une chose déterminée ou déterminable
Tant le droit commun des contrats que le droit spécial de la vente affirment l’exigence de détermination ou de déterminabilité de la chose : l’article 1129 du Code civil ancien imposait que la chose objet du contrat soit déterminée ou déterminable ; le droit spécial de la vente impose quant à lui un accord sur la chose –déterminée ou déterminable- et sur le prix pour que le contrat de vente soit valable.

« Il faut que l'obligation ait pour objet une chose au moins déterminée quant à son espèce.
La quotité de la chose peut être incertaine, pourvu qu'elle puisse être déterminée. »

— Ancien article 1129 du Code civil (Abrogé par Ordonnance numéro 2016-131 du 10 février 2016, à compter du 1er octobre 2016)
L'article 1163 du Code civil nouveau en vigueur depuis le 1er octobre 2016 a repris ces notions.

« L'obligation a pour objet une prestation présente ou future.
Celle-ci doit être possible et déterminée ou déterminable.
La prestation est déterminable lorsqu'elle peut être déduite du contrat ou par référence aux usages ou aux relations antérieures des parties, sans qu'un nouvel accord des parties soit nécessaire. »

— Article 1163 du Code civil, version en vigueur depuis le 1er octobre 2016
Il faut se référer au droit commun des contrats pour connaître les implications de la détermination de la chose. Quand on parle de détermination de la chose en droit commun des contrats, on fait la distinction entre les choses de genre et les corps certains.
Quand une chose est une chose de genre (exemple : un kilogramme de pommes de terre non individualisées), il va falloir qu’elle soit déterminée.
Il existe deux techniques permettant de déterminer la chose dans la vente :
La vente en bloc (article 1586 du Code civil)
Cette technique permet de déterminer la chose en référence au lieu où elle se trouve ou encore par l’établissement d’un descriptif. La chose est déterminée dès la conclusion du contrat de vente et le transfert de propriété se fait immédiatement car l’individualisation de la chose est concomitante à la vente.

« Si, au contraire, les marchandises ont été vendues en bloc, la vente est parfaite, quoique les marchandises n'aient pas encore été pesées, comptées ou mesurées. »

— Article 1586 du Code civil, version en vigueur depuis le 1er octobre 2016
La vente au poids, au compte ou à la mesure (article 1585 du Code civil)
L’individualisation de la chose ne se fait pas au moment de la conclusion du contrat. Le transfert de propriété de la chose est repoussé au moment de son individualisation. Cela n’empêche pas le contrat d’être conclu dès l’accord de volonté (ce n’est que l’effet du contrat qui est repoussé), ce qui a une importance en pratique. Le vendeur a dès l’échange des consentements des obligations qu’il devra exécuter, il s’engage à individualiser la chose sous peine de sanctions pour inexécution contractuelle s’il ne le fait pas.

« Lorsque des marchandises ne sont pas vendues en bloc, mais au poids, au compte ou à la mesure, la vente n'est point parfaite, en ce sens que les choses vendues sont aux risques du vendeur jusqu'à ce qu'elles soient pesées, comptées ou mesurées ; mais l'acheteur peut en demander ou la délivrance ou des dommages-intérêts, s'il y a lieu, en cas d'inexécution de l'engagement. »

— Article 1585 du Code civil, version en vigueur depuis le 1er octobre 2016

## Le transfert de propriété
L’effet principal de la vente est d’opérer le transfert de propriété de la chose. La spécificité de la vente en France est l’automaticité de cet effet translatif de propriété.
Tout contrat de vente opère ce transfert de droit réel qu’est le droit de propriété, du patrimoine du vendeur à celui de l’acheteur. Les accessoires de ce droit réel sont aussi transférés (exemple : lors de la vente d’une voiture, il y a transfert du droit de propriété de la voiture, mais aussi transfert des éléments accessoires tels que la carte grise).
Le transfert de propriété est un élément distinctif du contrat de vente.

### Distinguer la vente ducontrat de bail
La distinction entre la vente et le bail repose sur le fait que le bail ne transfère pas de droit réel sur la chose : le locataire n’a aucun droit réel sur la chose puisqu’il n’en est ni le propriétaire, ni l’usufruitier. Il n’a qu’un droit de créance, donc un lien interpersonnel qui le lie au bailleur. Il ne peut qu’exiger de son bailleur la jouissance du bien, car il n’a pas de maîtrise directe sur la chose.

### Distinguer la vente ducontrat de prêt
Le prêt à usage n’emporte pas transfert de propriété de la chose ; l’autre type de prêt –celui de consommation- opère le transfert de propriété. Le prêt se définit comme la mise à disposition d’une chose à l’emprunteur afin que celui-ci utilise la chose mais qu’il la restitue au prêteur au terme du contrat ; il a donc toujours essentiellement une obligation de restitution, qui distingue le contrat de vente de celui de prêt.
Le prêt à usage n’est qu’une mise à disposition de la chose, le prêteur demeure propriétaire de la chose et l’emprunteur n’est que le détenteur de cette chose –il n’a pas de droit réel dessus, il n’a que le droit de l’utiliser-.
Le prêt de consommation est une mise à disposition mais l’emprunteur devient propriétaire de la chose empruntée ; cependant, il devra la restituer. Le transfert de propriété dans le prêt de consommation est lié à la chose prêtée : alors que le prêt à usage concerne les choses non consomptibles (qui en principe ne se détruisent pas par leur utilisation –par exemple un livre ou une voiture-), le prêt de consommation concerne les choses consomptibles (qui en principe se détruisent par leur utilisation –par exemple de l’argent ou des cigarettes). Comme le pouvoir de détruire la chose est une prérogative du propriétaire, le droit de propriété est nécessairement transféré dans le prêt de consommation. Comme dans le prêt à usage, le prêt de consommation comporte une obligation de restitution –mais non pas de la chose, puisqu’elle a en principe été détruite, mais de son équivalent-.

### Caractèresolo consensu
L’article 1583 du Code civil pose le principe du transfert automatique de propriété dans la vente. Il s’opère dès la conclusion du contrat, sans qu’aucune formalité supplémentaire ne soit nécessaire, et peu importe que l’acheteur soit en possession de la chose. Le transfert de propriété est distinct du transfert de la chose.

« Elle est parfaite entre les parties, et la propriété est acquise de droit à l'acheteur à l'égard du vendeur, dès qu'on est convenu de la chose et du prix, quoique la chose n'ait pas encore été livrée ni le prix payé. »

— Article 1583 du Code civil, version en vigueur depuis le 1er octobre 2016

#### Le caractèresolo consensudu transfert de propriété dans la vente, posé par le Code civil, peut-il être modifié?
Oui. Le modèle de l’article 1583 du Code civil n’est qu’un modèle proposé aux parties et non pas imposé. Le transfert de propriété dès l’échange des consentements est une règle supplétive de volonté, qui n’est pas substantielle du contrat de vente ; elle s’applique en cas de silence des parties, mais le vendeur et l’acheteur peuvent aménager un autre schéma. Par exemple, ils peuvent prévoir que le transfert de propriété s’opérera à une date prévue ou lorsqu’un événement –tel qu’un prêt- se produira. Dans ces hypothèses, le transfert de propriété est affecté d’une modalité temporelle qui peut être un terme (l’obligation est repoussée à un événement futur certain tel qu’une date) ou une condition (l’obligation est repoussée à un événement futur incertain tel qu’un prêt). Entre la conclusion du contrat et le terme, l’obligation existe mais elle n’a pas à être exécutée : son exécution ne pourra être réclamée qu’à l’échéance, le jour où l’événement sera réalisé. Quand le contrat est affecté d’une condition, l’obligation n’existe pas encore mais naîtra au jour où l’événement incertain se réalisera –s’il se réalise- et elle existera alors rétroactivement, comme si elle avait toujours existé.

#### Le caractèresolo consensudu transfert de propriété dans la vente n’est-il pas contradictoire avec la notion même de l’obligation de faire, de ne pas faire, de donner?
Non. Le débiteur (vendeur) ne participe pas à l’exécution de cette obligation (transfert de propriété) mais cela ne la remet pas en cause. La notion d’obligation repose sur le fait que le débiteur exécute ce à quoi il s’est engagé ; c’est ici un effet légal. Certains auteurs disent cependant que cette analyse selon laquelle le transfert de propriété résulte d’un simple effet légal sans qu’il y ait de notion d’obligation est superficielle. Le transfert de propriété dans la vente est selon eux l’objet d’une obligation, que l’on voit à chaque fois que l’on dissocie le moment de la conclusion du contrat et celui de l’obligation.

#### Le caractèresolo consensudu transfert de propriété dans la vente pose-t-il des problèmes aux tiers intéressés au contrat?
Il n’y a pas de formalités particulières à accomplir, d’actes supplémentaires manifestant  pour les personnes extérieures au contrat le transfert de propriété. Ce changement de propriétaire peut passer inaperçu aux yeux des tiers, pour qui il y a une absence totale d’information. Seuls le vendeur et l’acheteur sont au courant. Or des tiers peuvent être intéressés, dont principalement les créanciers des parties (la vente change la constitution de leur gage).

#### Les règles d’opposabilité sont différentes si la chose est mobilière ou immobilière
Lorsque la chose vendue est un bien meuble, l’article 2279 du Code civil prévoit qu’il suffit d’en être le possesseur pour prouver son titre de propriété dessus. Cette possession emporte pour les tiers propriété de ce meuble. Lorsqu’il y a litige entre deux acquéreurs du bien mobilier, c’est donc celui qui en aura été mis en possession le premier qui pourra opposer son droit de propriété aux tiers. Ce n’est pas la date de conclusion du contrat de vente qui va régler le conflit entre ces deux acquéreurs mais celle à partir de laquelle on détient la chose. S’il y a contrat entre acquéreurs successifs puis litige sur la propriété de la chose, le contrat est valable avec le vendeur (pour une raison de sécurité juridique) mais l’on peut se retourner contre lui. Les règlements de conflits ne sont applicables qu’en cas de bonne foi. Si le deuxième acquéreur était au courant qu’un premier contrat de vente avait été passé sur la chose, alors il ne pourrait plus arguer de sa bonne foi.
Lorsque la chose vendue est un bien immobilier, le droit français a organisé une publicité de la vente afin de permettre de régler les conflits. Pour que la vente et le transfert de propriété soit opposable aux tiers, il faut respecter ces règles de publicité foncière. Si i l’on vend un bien sans respecter ces règles, la vente sera valable entre le vendeur et l’acheteur mais les tiers ne seront pas censés la connaître (et ce, qu’importe ici la possession ou la conclusion de la vente). Ils pourront donc l’acheter légitimement. Pour que la vente soit opposable, il faut publier l’acte authentique à la Conservation des hypothèques. C’est la seule raison pour laquelle il faut signer un acte authentique. En cas de litige, on pourra déterminer qui a publié le premier la vente à la Conservation des hypothèques.

### La vente de la chose d'autrui
On ne peut transférer plus de droit que l’on en a. C’est donc en tout bon sens qu’on ne peut transférer la propriété d’un bien si l’on n'en est pas soi-même propriétaire. « La vente de la chose d’autrui est nulle. Elle peut donner lieu à des dommages-intérêts » (article 1599 du Code civil).

« La vente de la chose d'autrui est nulle : elle peut donner lieu à des dommages-intérêts lorsque l'acheteur a ignoré que la chose fût à autrui. »

— Article 1599 du Code civil, version en vigueur depuis le 21 mars 1804
Quand y a-t-il vente de la chose d’autrui ?
Lorsqu’une personne vend un bien qui ne lui appartient pas, à quelqu’un qui a ou non connaissance du caractère illicite de cette vente. C’est dans les rapports entre les deux cocontractants que la sanction de la nullité est envisagée ; les rapports avec les tiers est une question qui est résolue avec les règles d’opposabilité.
La nullité prévue par l’article 1599 est une nullité relative

« La vente de la chose d'autrui est nulle : elle peut donner lieu à des dommages-intérêts lorsque l'acheteur a ignoré que la chose fût à autrui. »

— Article 1599 du Code civil, version en vigueur depuis le 21 mars 1804
Selon une jurisprudence constante, il s’agit d’une nullité relative. Les auteurs classiques avaient envisagé une nullité absolue comme sanction de la vente de la chose d’autrui, car le transfert de propriété est un élément fondamental du contrat de vente. Mais les critères de distinction ont évolué : on ne se réfère plus aux conditions essentielles et secondaires comme au XIXe siècle ou au début du XXe siècle, où la nullité était prononcée dès lors que la condition était indispensable. On se réfère à l’intérêt que la règle tend à protéger : si la règle violée tend à protéger l’intérêt général, alors la nullité prononcée est absolue. Si la règle violée tend à protéger un intérêt particulier (par exemple celui de la victime d’un dol ou dune violence, dont le consentement n’a pas été libre et éclairé), alors la nullité prononcée est relative et seule la personne que la loi voulait protéger pourra intenter l’action en nullité.
L’interdiction de vendre la chose d’autrui protège l’intérêt particulier de l’acquéreur, il est donc le seul à pouvoir soulever cette nullité, soit par voie d’action (il saisit la justice), soit par voie d’exception (il intervient dans une action en justice) par exemple en soulevant une exception pour se défendre dans une action où le vendeur lui demande de payer.
Le vendeur de la chose d’autrui ne peut pas agir en nullité du contrat car ce n’est pas lui que la loi protège.
Le véritable propriétaire du bien ne peut pas agir non plus en nullité du contrat lorsque son bien a été vendu par quelqu’un d’autre : il doit faire une action en revendication de son droit de propriété lorsqu’il veut récupérer son bien. Cette action se prescrit par 5 ans à compter de la conclusion du contrat de vente car comme il s’agit d’une nullité relative, on peut renoncer à la demander et confirmer le contrat.
À côté de cette procédure où l’acheteur peut demander la nullité de la vente de la chose d’autrui et le propriétaire agir en revendication de son droit de propriété, il existe des hypothèses particulières de vente de la chose d’autrui n’engendrant pas la nullité du contrat :
La vente d'un bien indivis
Lorsqu’un bien est en indivision, cela signifie que plusieurs personnes ont un droit dessus : elles sont titulaires d’une quote-part sur le bien, c’est donc une situation différente de la copropriété où l’on se partage le bien. Lorsque l’on est un des indivisaires, on peut céder notre quote-part comme élément au patrimoine. En revanche, si un indivisaire décide –seul- de vendre la totalité du bien à un tiers, il outrepasse ses pouvoirs car il vend quelque chose qui ne lui appartient pas totalement. Pour vendre régulièrement un bien indivis, le ou les indivisaires doivent recueillir l’accord de tous les indivisaires.
Le Code civil et la jurisprudence apportent ici une réponse différente de la nullité de la vente : la vente irrégulière d’un bien indivis n’est pas nulle mais seulement inopposable aux autres indivisaires –qui peuvent faire comme si le contrat de vente n’existait pas-.
L’indivision est une situation temporaire. À la fin de l’indivision, un partage s’effectue : il y a une répartition par lots de la propriété du bien entre les indivisaires. Soit le bien vendu est récupéré par le vendeur et la vente jusqu’alors inopposable est donc validée, soit le bien vendu ne constitue pas le lot du vendeur et il y a vente de la chose d’autrui. Il y a une distinction entre la période de l’indivision –où la vente irrégulière est inopposable aux indivisaires- et celle de sa répartition –où la vente irrégulière devient régulière ou devient une vente de la chose d’autrui-.
La théorie de l'apparence
Lorsque le vendeur n’est pas le propriétaire véritable du bien qu’il vend, mais qu’il en est le propriétaire apparent et donc que l’acheteur croyait légitimement en la qualité de propriétaire du vendeur, cette apparence sauve le contrat de vente. Il y a bien vente de la chose d’autrui, mais la loi protège l’acheteur de bonne foi qui a été trompé. Elle exige cependant qu’il ait commis une erreur commune, où tout le monde croyait à l’apparence (la qualité de propriétaire du vendeur) et non pas simplement l’acheteur. Le vice n’affectera pas la vente, qui sera valable.

## Les contrats préparatoires à la vente
En vertu du principe du consensualisme applicable à la vente, la formation du contrat peut être instantanée.
Il suffit qu’une offre –manifestation précise et ferme de volonté- rencontre une acceptation sans réserve ni ambigüité.
De nombreux contrats de vente nécessitent cependant en pratique des discussions ou l’émission d’une offre qui rencontre une acceptation. Cette période de pourparlers, de négociations, obéit à un principe de liberté : lorsque l’on discute, que l’on négocie, on n’est pas obligé de conclure un contrat ou d’aboutir à un accord. Les parties peuvent mettre fin aux pourparlers quand elles le souhaitent.
La seule limite à la liberté de pourparler avant contrat est l’abus, la faute. La rupture des négociations n’est pas une faute : pour qu’elle permette l’obtention de dommages-intérêts, il faut prouver que cette rupture s’accompagne d’un comportement fautif. La preuve de la faute du partenaire en négociation permet d’obtenir des dommages-intérêts sur le fondement de l’article 1382 du Code civil, donc sur le cadre de la responsabilité délictuelle –car aucun contrat n’a été conclu-. Les négociations se tiennent dans une période pré-contractuelle, faisant appel au devoir de bonne foi, sanctionné par l’article 1382 et la responsabilité délictuelle.
Pendant cette période de négociation, les parties essaient de se mettre d’accord sur des points particulier de l’éventuel contrat, qui peut faire l’objet d’accords partiels entre les partenaires aux pourparlers. Il est fréquent quand les contrats de vente sont importants financièrement de conclure des accords complexes, de « baliser » juridiquement la période de négociation par des accords, qui constituent des contrats préparatoires à la vente.
Les contrats préparatoires (ou avant-contrats) sont tous les contrats qui ont pour objet la conclusion éventuelle ou future d’un autre contrat. Ce deuxième contrat est appelé le contrat final (ou contrat définitif) ; ce qui donne l’impression a contrario que les contrats préparatoires ne sont pas des contrats définitifs alors qu’ils le sont. Dans les contrats préparatoires à la vente, le contrat de vente est le contrat final, celui que les parties concluront peut-être à la fin des négociations.
Alors que la période « pré-contractuelle » est du domaine de la liberté pour les parties (sauf abus), la période « avant-contractuelle » donne lieu à la conclusion de contrats préparatoires. Certains de ces contrats préparatoires ne font pas présager la conclusion de la vente, tandis que d’autres sont des accords où la vente est déjà négociée et constituent une promesse synallagmatique de vente.

### Les accords de négociation
Les accords de négociation sont très éloignés de la vente puisque l’objet de ces accords n’est pas encore la vente elle-même mais l’organisation des négociations. Personne ne s’engage à conclure la vente à ce niveau. Il n’y a que des obligations concernant le processus de négociation. C’est ainsi que les accords de principe sont des accords de négociation ; ils emportent des obligations contractuelles à la charge des parties. Le cœur même d’un accord de principe est d’obliger les parties à négocier de bonne foi, mais rien ne leur interdit de rajouter des clauses, donc des obligations supplémentaires telles que des obligations de confidentialité ou d’exclusivité. Dans ces accords de principes, ce sont des prestations qui sont envisagées : il s’agit de faire ou de ne pas faire (exemple : confier des documents à un partenaire ; ne pas divulguer une information etc.).
L’intérêt des accords de négociation est d’alourdir et de préciser les engagements des partenaires, ainsi que de mettre à leur charge de véritables obligations contractuelles dont la non exécution sera sanctionnée par le mécanisme contractuel. La résolution est inutile dans la mesure où l’on ne peut revenir à la situation initiale. L’exécution forcée est impossible puisqu’on ne peut forcer quelqu’un à négocier de bonne foi. La sanction du non-respect des dispositions d’un accord de négociation ne peut donc être que l’engagement de la responsabilité contractuelle, qui se traduit par le versement de dommages-intérêts.
En matière de responsabilité délictuelle comme en matière de responsabilité contractuelle, il y a en principe réparation de l’intégralité du dommage. À la différence que dans la responsabilité contractuelle, la réparation ne s’étend qu’au dommage prévisible d’entrer dans le champ contractuel.
Quel est l’intérêt de conclure un contrat préparatoire alors que le montant des dommages-intérêts sera certainement moins élevé que dans le cadre de la responsabilité délictuelle ?
Cet intérêt se trouve dans la plus grande simplicité de prouver une inexécution contractuelle qu’une faute délictuelle de rupture des négociations. Il suffit de comparer ce qui a été promis avec ce qui a été effectué ou reçu, c’est une simple constatation.
De plus, la conclusion d’un contrat permet de fixer d’avance le montant des dommages-intérêts ; les parties insèrent souvent dans leur contrat de négociation une clause pénale afin de dissuader leur partenaire d’aller voir ailleurs et de recevoir une indemnisation suffisante en cas de rupture des négociations.
On ne peut pas forcer l’un des cocontractants à conclure le contrat final.

### Le pacte de préférence
Le pacte de préférence est le mécanisme contractuel par lequel une des parties s’engage envers l’autre à conclure la vente de préférence à toute autre personne. Le principe est donc le même que dans le droit de préemption, à la différence que celui-ci est créé par la loi, qui privilégie une personne ou un organisme sous certaines conditions (par exemple, le locataire d’un bien immobilier bénéficie d’un droit de préemption quand le propriétaire veut vendre le bien ; le propriétaire doit d’abord proposer la vente au locataire.
Autre exemple : lors de la vente d’un terrain, la SAFER a la priorité pour acheter car la loi lui donne un droit de préemption. Le droit de préemption, d’origine légale, emporte des effets beaucoup plus contraignants que le pacte de préférence, d’origine conventionnelle. Si un vendeur vend à un tiers sans respecter la priorité (le droit de préemption), le bénéficiaire du droit pourra être substitué dans le contrat de vente conclu –l’acquéreur en étant évincé- ce qui confère à ce droit une sécurité beaucoup plus grande que le pacte de préférence dont la violation n’expose qu’au versement de dommages-intérêts (cette impossibilité de se substituer à l’acquéreur a été critiquée par certains auteurs qui pensent que la Cour de cassation appliquait l’ancien article 1142 du Code civil sur l’obligation de faire de façon trop obtue).

« Toute obligation de faire ou de ne pas faire se résout en dommages et intérêts en cas d'inexécution de la part du débiteur. »

— Ancien article 1129 du Code civil (Abrogé par Ordonnance numéro 2016-131 du 10 février 2016, à compter du 1er octobre 2016)
Cependant, dans une hypothèse, le bénéficiaire d’un pacte de préférence pourra demander la nullité du contrat de vente conclu avec un tiers et sera substitué à ce tiers acquéreur : il s’agit du cas où le bénéficiaire du pacte peut prouver que le tiers acquéreur avait connaissance de l’existence du pacte de préférence et de l’intention du bénéficiaire d’acquérir le bien (cette preuve de la mauvaise foi du tiers acquéreur est difficile à rapporter car la publicité du pacte de préférence ne suffit pas en elle-même à apporter cette preuve).

### Les promesses de vente

#### La promesse unilatérale de vente
La promesse unilatérale de vente (PUV) n’est pas prévue par le Code civil : son régime juridique est d’origine jurisprudentielle. Les seules promesses unilatérales de vente faisant l’objet d’une règlementation légale spécifique sont les contrats dits de réservation dans la vente d’immeubles à construire (droit de la construction).
La promesse unilatérale de vente se définit comme le contrat par lequel le promettant s’engage envers le bénéficiaire à vendre une chose déterminée ou déterminable à un prix déterminé ou déterminable. C’est donc en principe un contrat unilatéral où il n’y a qu’une obligation de vendre à la charge du promettant ; le bénéficiaire de la promesse ne s’engage pas à acheter la chose, mais bénéficie d’une option : soit il décide d’acheter (on dit qu’il lève l’option), soit il refuse la vente (on dit qu’il ne lève pas l’option).
Il existe l’inverse de la promesse unilatérale de vente : la promesse unilatérale d’achat, où une personne s’engage à acheter le bien, et l’autre personne à bénéficier d’une option (soit il lève l’option en décidant de vendre son bien, soit il ne la lève pas en refusant de vendre)

#### Quelle est la nature juridique de la promesse unilatérale de vente?
La promesse unilatérale de vente est un véritable contrat : il y a un accord de volonté entre le promettant et le bénéficiaire. De ce fait, cela distingue la promesse unilatérale de vente de l’offre puisque cette dernière n’est pas un mécanisme contractuel mais une manifestation unilatérale de volonté.
Le contrat que constitue la promesse unilatérale de vente est souvent un contrat unilatéral, mais il y a de nombreuses hypothèses dans lesquelles la promesse unilatérale de vente contient des obligations réciproques et elle est alors comprise dans un contrat synallagmatique. Par exemple, si le contrat de promesse unilatérale de vente précise une clause au terme de laquelle le bénéficiaire s’engage à verser une somme d’argent au cas où il ne lèverait pas l’option (cette clause s’appelle « clause d’indemnité d’immobilisation »), il y a bien une promesse unilatérale de vente, mais elle est comprise dans un contrat synallagmatique –qui est un contrat synallagmatique de promesse unilatérale de vente-. Un contrat synallagmatique doit être rédigé en deux originaux.

#### Quelles sont les conditions de validité d’un contrat de promesse unilatérale de vente?
Lors d’une promesse unilatérale de vente, la vente n’est pas encore conclue ; elle le sera au jour éventuel où le bénéficiaire lèvera l’option. Il y a de la part du promettant un consentement à vendre ; des conditions de validité vont s’imposer.
Quand on s’engage à vendre, la chose vendue doit être déterminée ou déterminable, et le prix doit aussi être déterminé ou déterminable. C’est pourquoi il suffira que le bénéficiaire dise oui (lève l’option) pour que le contrat soit conclu.
Le promettant, dès la conclusion de la promesse unilatérale de vente, doit avoir la capacité d’aliéner le bien car il s’est engagé à le vendre. Le bénéficiaire doit avoir –au moment où il achète- la capacité juridique.

#### La clause d’indemnité d’immobilisation dans une promesse unilatérale de vente est-elle valide?
Dans les années 1950, la pratique était d’intituler cette clause « clause de dédit ». La jurisprudence annulait alors la clause car une clause de dédit ne peut être stipulée : elle est nulle de par son absence de cause. Le dédit consiste à ne pas exécuter l’obligation que l’on a souscrite ; cette faculté de ne pas faire ce à quoi on s’était engagé pouvant s’accompagner d’une somme d’argent. La somme versée pour l’immobilisation d’un bien correspond elle réellement à une clause de dédit ? Non, ce n’est pas un dédit puisque par hypothèse, pour se dédire il faut s’engager ; or la somme accompagne simplement le fait de ne pas lever l’option : quand l’acheteur n’achète pas (et qu’il verse donc la somme), ce n’est pas qu’il refuse d’exécuter une obligation –car il n’en a pas-. Il a le droit de ne pas acheter, et non l’obligation d’acheter, voilà pourquoi ce n’est pas un dédit (les juges du fond tenaient cette position).
Il a fallu attendre un arrêt du 23 juin 1958 pour que la Cour de cassation conclue définitivement à la validité de la clause d’indemnité d’immobilisation. Dans son raisonnement, la Cour affirme que cette clause n’est pas un dédit mais que sa réelle qualification est « indemnité d’immobilisation ». La somme due par le bénéficiaire a une cause : c’est l’immobilisation du bien par le promettant pendant le temps de la promesse, où il ne peut vendre le bien à quelqu’un d’autre.

« Vu l’article 1131 du Code civil [ancien]
[...]
La cause de l’engagement pris par l’acquéreur éventuel de verser un dédit résidait dans l’avantage que lui procurait le promettant en s’interdisant de céder son fonds de commerce à une autre personne pendant un délai déterminé, »

— Cour de Cassation, chambre commerciale, 23 juin 1958.

« L'obligation sans cause, ou sur une fausse cause, ou sur une cause illicite, ne peut avoir aucun effet. »

— Ancien article 1131 du Code civil (Abrogé par Ordonnance numéro 2016-131 du 10 février 2016, à compter du 1er octobre 2016)
Actuellement, ce fondement (l’immobilisation du bien) a sans doute changé. Le Code civil en effet précise que l’indemnité d’immobilisation est le prix de l’option dont bénéficie le bénéficiaire de la promesse. Le bénéficiaire  a un droit de ne pas acheter ou d’acheter ; c’est un droit qui se paye. Cette option est onéreuse, son prix est celui de l’indemnité dite d’immobilisation. Ce nouveau fondement a des implications sur la question de la révision éventuelle du montant. À partir du moment où la jurisprudence dit que la clause est valable, le bénéficiaire ne peut plus demander son annulation ni la baisse de son montant au juge.
On ne peut invoquer l’article 1152 alinéa 2 du Code civil pour demander au juge de réviser une indemnité d’immobilisation excessive. Cet article, qui prévoit le pouvoir modérateur du juge pour une clause pénale, pose le principe de l’intangibilité des clauses prévoyant des dommages-intérêts en général ; seules les clauses prévoyant des dommages-intérêts en cas d’inexécution d’une obligation peuvent être révisées. La clause d’indemnité d’immobilisation n’est pas une clause pénale car elle ne vient pas sanctionner l’inexécution d’une obligation mais accompagner l’exercice d’un droit, et par conséquent on ne peut invoquer l’article 1152 alinéa 2 du Code civil pour demander sa révision : la clause n'entre pas dans le champ d’application de cet article.
Cette affirmation est constante dans la jurisprudence. Cependant, la jurisprudence a admis la révision d’une indemnité d’immobilisation sur un autre fondement : l’article 1134 ancien du Code civil sur l’exécution de bonne foi des conventions.

« Les conventions légalement formées tiennent lieu de loi à ceux qui les ont faites.
Elles ne peuvent être révoquées que de leur consentement mutuel, ou pour les causes que la loi autorise.
Elles doivent être exécutées de bonne foi. »

— Ancien article 1134  (Abrogé par Ordonnance numéro 2016-131 du 10 février 2016, à compter du 1er octobre 2016)
C’est la position de la Cour de cassation dans l’arrêt Civ. 3e ; 1984 ; Le Trung Tam. Elle y explique –dans la première partie- que l’indemnité d’immobilisation ne peut être révisée sur le fondement de l’article 1152 du Code civil, et –dans la deuxième partie- qu’éventuellement, le montant de l’indemnité pourrait être révisé sur le fondement de l’article 1134 ancien alinéa 1er du Code civil. Cet arrêt est un véritable coup de tonnerre. Dans cette affaire de vente d’un fonds de commerce, une indemnité d’immobilisation avait été prévue pour un délai d’un mois ; le bénéficiaire disposait donc d’un mois pour donner sa réponse –acheter ou ne pas acheter- mais il l’a donné au bout de huit jours. L’immobilisation du bien n’ayant duré que huit jours, le bénéficiaire demandait aux tribunaux de tenir compte de l’immobilisation effective du bien, en disant que le montant de l’indemnité doit être proportionnel à la durée d’immobilisation. La Cour de cassation accepte de tenir compte du temps effectif car l’article 1134 ancien du Code civil dit que les conventions légalement formées tiennent lieu de loi à ceux qui les ont faites. Les juges sont obligés de modérer la clause d’indemnité d’immobilisation en fonction du temps effectif car il ressort du contrat que les parties ont voulu lier le montant au temps effectif de l’immobilisation.
Deux ans plus tard, la Cour de cassation rend sur le même sujet l’arrêt Civ. 3e ; 1986 ; Le Trung Tam. Elle revient sur ce qu’elle a dit en 1984 : elle refuse de tenir compte du temps réel de l’immobilisation (moins long que le temps prévu) car le contrat stipule que l’indemnité est due de plein droit. La majorité des commentateurs disent qu’il s’agit d’un revirement de jurisprudence dû aux nombreuses critiques de l’arrêt rendu en 1984. Cet arrêt est juridiquement le plus convaincant. Dès la conclusion de la promesse, le consentement à la vente a été donné ; or l’article 1134 ancien alinéa 2 interdit que l’on revienne sur un consentement sauf en cas de commun accord. Toute rétractation, tout refus d’exécuter une obligation devrait être sans effet, considéré comme inefficace. C’est la position de la doctrine et du droit positif.
L’indemnité d’immobilisation n’est donc révisable que si les parties ont clairement voulu lier cette indemnité au temps. En 1995, la Cour de cassation a refusé de réviser une clause d’indemnité d’immobilisation car la volonté des parties n’était pas claire.

#### La promesse unilatérale de vente n’est pas une promesse synallagmatique de vente si l’indemnité d’immobilisation est tellement conséquente qu’en étant économiquement logique, le bénéficiaire n’a d’autre choix «rationnel» que d’acheter
Non, la Cour de cassation a statué dans un arrêt rendu en 1989 (revenant sur une jurisprudence antérieure) que quel que soit le prix de l’indemnité d’immobilisation, le bénéficiaire n’a pas l’obligation d’acheter : il reste libre de lever ou non l’option et le contrat reste une promesse unilatérale de vente.

#### Le bénéficiaire d’une promesse unilatérale de vente peut céder son droit d’acheter ou de ne pas acheter
Oui, lorsque l’on est titulaire d’un droit de créance, on peut céder ce droit de créance mais cette cession est soumise aux lourdes formalités de l’article 1690 du Code civil.

« Le cessionnaire n'est saisi à l'égard des tiers que par la signification du transport faite au débiteur.
Néanmoins, le cessionnaire peut être également saisi par l'acceptation du transport faite par le débiteur dans un acte authentique. »

— Article 1690 du Code civil, version en vigueur depuis le 21 mars 1804
Ces formalités ont pour objectif d’informer le promettant qu’il change de créancier. Il faut informer, signifier la cession de créance au promettant, dans les formes prévues à cet article. De plus, l’ancien article 1840 A du Code général des impôts, qui demandait un acte authentique, est applicable aux cessions de promesse. Les formalités à accomplir en cas de cession de promesse sont lourdes.

« Sans préjudice, le cas échéant, de l'application des dispositions de l'article 1741, est nulle et de nul effet toute promesse unilatérale de vente afférente à un immeuble, à un droit immobilier, à un fonds de commerce, à un droit à un bail portant sur tout ou partie d'un immeuble ou aux titres des sociétés visées aux articles 728 et 1655 ter, si elle n'est pas constatée par un acte authentique ou par un acte sous seings privés enregistré dans le délai de dix jours à compter de la date de son acceptation par le bénéficiaire.
Il en est de même de toute cession portant sur lesdites promesses qui n'a pas fait l'objet d'un acte authentique ou d'un acte sous seings privés enregistré dans les dix jours de sa date. »

— Ancien article 1840 A (abrogé) du Code Général des Impôts, version en vigueur du 1er juillet 1979 au 1er janvier 2006
C’est pourquoi la pratique a imaginé une parade pour éviter les formalités de l’article 1690 du Code civil et 1840 A du Code général des impôts : prévoir dans la promesse unilatérale de vente une « clause de substitution » dans laquelle il est stipulé que le bénéficiaire –à l’exception d’un professionnel de l’immobilier- pourra se substituer toute personne physique qui lui plaira et qui restera tenue de l’ensemble des obligations et jouira des mêmes droits que celui-ci. Dès la conclusion de la promesse, le promettant est informé et accepte la personne éventuellement substituée (celle qui remplacera le bénéficiaire) ; il y a en amont une autorisation et une information permettant de passer outre au formalisme de l’article 1690. La Cour de cassation accepte ce mécanisme, maintenant elle considère que cette faculté de substitution ne s’analyse pas comme une cession de créance ; cette affirmation est retrouvée dans de très nombreux arrêts : c’est une jurisprudence constante et il y a quelques arrêts –non confirmés- dans les années 1970 qui disent que la faculté de substitution s’analyse juridiquement en une stipulation pour autrui.

#### Le dénouement de la promesse unilatérale de vente est la levée ou non de l'option par le bénéficiaire
Le dénouement de la promesse unilatérale de vente peut résulter de deux hypothèses différentes.
Première hypothèse : le bénéficiaire ne lève pas l’option (il n’achète pas le bien dans le délai prévu). La promesse unilatérale de vente devient caduque. Aucune responsabilité contractuelle ne peut être mise à la charge du bénéficiaire car il n’a fait qu’exercer un droit, celui de ne pas acheter. La seule chose qu’on peut lui demander est l’éventuel versement de l’indemnité d’immobilisation (Cour de cassation ; 1993 : « la violation de la promesse unilatérale de vente par le promettant se résout en dommages-intérêts) ; cette solution est critiquée par la doctrine, qui lui oppose l’article 1134 ancien du Code civil, selon lequel le consentement donné ne peut être rétracté). Le refus d’acheter peut résulter d’une manifestation expresse de volonté mais le silence tenu jusqu’à expiration du délai vaut refus d’acheter.

« Les conventions légalement formées tiennent lieu de loi à ceux qui les ont faites.
Elles ne peuvent être révoquées que de leur consentement mutuel, ou pour les causes que la loi autorise.
Elles doivent être exécutées de bonne foi. »

Deuxième hypothèse : le bénéficiaire lève l’option (il achète le bien dans le délai prévu). La promesse unilatérale de vente s’éteint. À ce moment, l’acceptation du bénéficiaire rencontre l’offre du promettant ; instantanément, le contrat de vente est formé. Très souvent, dans le contrat, le sort de l’indemnité d’immobilisation est prévu ; la somme est généralement déposée auprès du notaire donc on ne redonne pas le chèque au bénéficiaire mais on transfère la somme dans la vente où elle prend un autre rôle : cette indemnité d’immobilisation se transforme en acompte, c’est un paiement partiel du montant du prix de vente. Mais les parties peuvent la qualifier différemment, par exemple elles peuvent prévoir que cette indemnité d’immobilisation se transforme en clause pénale dans la vente.
N.B. : lorsque le bénéficiaire lève l’option, le contrat conclu est une vente et non une promesse synallagmatique de vente. Cela ne servirait à rien de passer par le biais de la promesse ; l’acceptation forme la vente elle-même. Il n’y a plus de promesse unilatérale de vente mais une vente. C’est au jour de l’acceptation du bénéficiaire qu’il faut vérifier la capacité de l’acheteur.

### Les promesses synallagmatiques de vente
La promesse synallagmatique de vente est une vente : l’article 1589 du Code civil dit que la promesse synallagmatique de vente vaut vente. Par exception, certaines promesses synallagmatiques de vente ne sont pas des ventes, parce que les parties en ont décidé ainsi –par exemple parce qu’elles ont assorti la promesse synallagmatique de vente ou la vente d’une condition suspensive, d’arrhes ou d’un dédit-.

« La promesse de vente vaut vente, lorsqu'il y a consentement réciproque des deux parties sur la chose et sur le prix.
Si cette promesse s'applique à des terrains déjà lotis ou à lotir, son acceptation et la convention qui en résultera s'établiront par le paiement d'un acompte sur le prix, quel que soit le nom donné à cet acompte, et par la prise de possession du terrain.
La date de la convention, même régularisée ultérieurement, sera celle du versement du premier acompte. »

— Article 1589 du Code civil, version en vigueur depuis le 21 mars 1804
S’il n’y a pas accord sur la chose et sur le prix, il n’y a ni vente, ni promesse synallagmatique de vente. À la lecture de l’article 1589 du Code civil, il faut comprendre que  la promesse synallagmatique de vente n’est pas un contrat autonome mais plutôt une vente « mal qualifiée ».

#### La promesse synallagmatique de vente peut, comme la vente, contenir une condition (évènement futur et incertain repoussant la naissance des obligations)
Oui, soit la condition se réalise et les obligations sont censées être nées dès l’accord de volonté (il y a rétroactivité) ; soit la condition ne se réalise pas et le contrat est caduc.
L’évènement auquel est liée la condition ne doit pas dépendre de la volonté du débiteur (dans ce cas, elle serait dite potestative).
Dans la vente, la condition suspensive de l’obtention d’un prêt est celle qui est la plus courante : l’achat s’effectue si une banque octroie le prêt. Soit la banque consent ce crédit et la vente est réputée conclue dès l’accord de volonté ; soit elle ne le consent pas et la vente est caduque.

#### La promesse synallagmatique de vente peut comme la vente, contenir un terme (évènement futur et certain qui repousse l’exigibilité des obligations)
Oui, la vente à terme est affectée d’un terme suspensif.
L’obligation existe, est déjà née, mais l’on ne peut exiger son exécution qu’à l’échéance du terme.
Dans la vente, le terme peut affecter le transfert de propriété (exemple : les parties peuvent prévoir que la vente est conclue immédiatement mais que le transfert de propriété se fera plus tard) ; il peut aussi affecter le paiement du prix ; de façon générale, l’intégralité des effets de la vente peuvent dépendre d’une date ou d’un évènement certain. Par exemple, une clause de réitération devant notaire prévoit que les parties repoussent tous les effets de la vente à la signature d’un acte authentique qui se fera devant tel notaire à telle date. Dans la clause de réitération devant notaire, les effets de la vente sont repoussés mais le contrat est conclu : il s’agit déjà d’une vente, affectée d’un terme suspensif. Toutes les obligations sont nées dès l’accord de volonté et elles deviendront exigibles le jour de la signature de l’acte authentique –qui est un évènement certain-. Si au jour de la signature, une des parties ne se présente pas, quelle sera la sanction ? On est déjà dans une vente, les obligations sont déjà nées : on pourra constater l’inexécution et forcer à exécution. Le vendeur aura alors l’obligation de transférer la propriété (obligation déjà née qui devient exigible). Le juge saisit pourra constater que le transfert de propriété s’effectue automatiquement au jour de la signature.

#### Sous l’appellation de promesse synallagmatique de vente peut se cacher en réalité un contrat de vente avec arrhes ou avec dédit
Il se peut que sous l’appellation de promesse synallagmatique de vente se cache en réalité un contrat de vente avec arrhes ou avec dédit.
Les arrhes sont une somme d’argent versé par l’acheteur dès la conclusion du contrat et qui permet à chacune des parties de renoncer à l’exécution du contrat. C’est un mécanisme protecteur de l’acheteur car si c’est lui qui renonce au contrat de vente, il perdra la somme versée ; si en revanche c’est le vendeur qui renoncer à la vente, il versera le double de la somme. C’est une faculté de ne pas exécuter le contrat, on prévoit l’hypothèse où l’une des deux parties ne l’exécutera pas.
Le dédit est la faculté unilatérale de ne pas exécuter le contrat, de revenir sur son engagement ; comme pour les arrhes on s’octroie le droit de ne pas l’exécuter.
Le plus souvent, cette faculté s’accompagne d’une somme d’argent.

#### Cette faculté de dédit peut être gratuite
La Cour de cassation a admis que la faculté de dédit puisse être gratuite du moment que l’autre partie l’accepte.

« Rien n'interdit qu'une partie s'engage envers une autre avec une faculté de dédit gratuite »

— Cour de Cassation, Chambre commerciale, du 30 octobre 2000, 98-11.224, Inédit
Il est possible qu’une vente soit à terme et à condition suspensive. Dans ce cas, il faut décortiquer la situation, se demander si la condition est bien réalisée ou pas, et si le terme est échu ou pas.
De façon plus exceptionnelle, une promesse synallagmatique de vente n’est pas encore une vente mais un contrat préparatoire de la vente, donc un contrat autonome. Cela est rendu possible par le caractère supplétif de volonté de l’article 1589 du Code civil sur la promesse de vente.

« La promesse de vente vaut vente, lorsqu'il y a consentement réciproque des deux parties sur la chose et sur le prix.
Si cette promesse s'applique à des terrains déjà lotis ou à lotir, son acceptation et la convention qui en résultera s'établiront par le paiement d'un acompte sur le prix, quel que soit le nom donné à cet acompte, et par la prise de possession du terrain.
La date de la convention, même régularisée ultérieurement, sera celle du versement du premier acompte. »

— Article 1589 du Code civil, version en vigueur depuis le 21 mars 1804
L’idée consiste à dissocier dans le temps la conclusion du contrat de promesse et la conclusion du contrat de vente (la vente sera conclue plus tard). Il y a existence d’un contrat qui est une promesse synallagmatique de vente mais qui n’est pas encore une vente donc qui n’a pas le même régime juridique. Le jour de la conclusion de la promesse de vente, il y a déjà accord sur la chose et sur le prix, donc c’est un contrat consensuel déjà conclu ; mais les parties prévoient qu’il faut rajouter une exigence supplémentaire pour la validité du contrat de vente –condition pas encore remplie-. En cas de violation de cette promesse de vente, seuls des dommages-intérêts seraient admissibles.

### Les contrats-cadre
Un contrat-cadre est un contrat par lequel les parties prévoient la conclusion de contrats ultérieurs selon certaines modalités. La Cour de cassation, en assemblée plénière, à l'occasion d'arrêts rendus le 1er décembre 1995, a considéré que l'indétermination du prix de ces contrats ultérieurs dans la convention initiale n'affecte pas leur validité, sauf dispositions légales particulières. L'abus dans la fixation du prix peut néanmoins donner lieu à la résiliation, ou à l'indemnisation.

« Vu les articles 1709 et 1710, ensemble les articles 1134 et 1135 [anciens] du Code civil
[...]
Les contrats comportant des obligations de faire ne peuvent être annulés pour indétermination du prix »

— Cour de Cassation, Assemblée plénière, 1 décembre 1995, 91-15.578, Publié au bulletin

## La formation du contrat
Le contrat de vente répond aux conditions de validité de base des contrats –énoncées à l’article 1108 du Code civil ancien, ainsi qu’aux conditions spécifiques à la vente de l’article 1583, qui dit que le contrat de vente est formé dès lors que les parties se sont entendues sur la chose et sur le prix.

« Quatre conditions sont essentielles pour la validité d'une convention :
Le consentement de la partie qui s'oblige ;
Sa capacité de contracter ;
Un objet certain qui forme la matière de l'engagement ;
Une cause licite dans l'obligation »

— Ancien article 1108 du Code civil (Abrogé par Ordonnance numéro 2016-131 du 10 février 2016, à compter du 1er octobre 2016)

« Elle est parfaite entre les parties, et la propriété est acquise de droit à l'acheteur à l'égard du vendeur, dès qu'on est convenu de la chose et du prix, quoique la chose n'ait pas encore été livrée ni le prix payé. »

— Article 1583 du Code civil, version en vigueur depuis le 1er octobre 2016

### Le principe du consensualisme
Pour que le contrat de vente soit valable et conclu, il faut la rencontre d’une offre et d’une acceptation. L’offre ou l’acceptation doivent être fermes (par exemple, une manifestation de l’offre incomplète où le prix n’est pas précisé n’est pas considérée comme une offre). Si une partie se rétracte illicitement, elle engage sa responsabilité délictuelle ; dans certains cas (fondés sur des arrêts peu clairs cependant), la rétractation n’entraîne pas la responsabilité délictuelle mais l’exécution du contrat.
L’article 1594 du Code civil prévoit que tous ceux à qui la loi ne l’interdit pas peuvent acheter ou vendre.

« Tous ceux auxquels la loi ne l'interdit pas peuvent acheter ou vendre. »

— Article 1594 du Code civil, version en vigueur depuis le 21 mars 1804
Cet article renvoie au droit commun des incapacités (de jouissance) et au droit spécial de la vente. Les interdictions de vendre ou d’acheter prévues par la loi sont rares, elles concernent :
- certaines personnes qui ne peuvent devenir adjudicataires (acheteurs dans une vente aux enchères), par exemple les mandataires –qui ne peuvent acheter les bien qu’ils doivent vendre-. Cette interdiction est fondée sur la présence d’un conflit d’intérêt. La sanction est la nullité relative : celui qui est protégé par l’incapacité peut demander la nullité.
- un professionnel du droit ne peut se porter acquéreur d’un bien qui fait l’objet d’un litige car il est en mesure de connaître la solution juridique concernant le bien.
- un tuteur ne peut acquérir les biens de celui qu’il représente

À côté de ces incapacités ponctuelles de jouissance, il y a des incapacités d’exercice pour les mineurs, ou pour les personnes majeures protégées par la loi telles que les majeurs sous curatelle –pour les actes graves- ou les majeurs sous tutelle (véritable régime d’incapacité). Cela n’interdit pas de vendre ou d’acheter en passant par le mécanisme de représentation ; de plus, les régimes d’incapacité peuvent être aménagés.

### Les modalités de la vente
Le contrat de vente est d’exécution instantanée puisque l’accord de volonté entraîne en principe automatiquement le transfert de propriété. Cependant, les parties peuvent aménager ce modèle de formation instantanée de la vente.

#### Les ventes sous condition
La vente peut être sous condition résolutoire : il s’agit d’une vente qui existe tant que la condition résolutoire ne s’est pas réalisée ; si elle se réalise, le contrat sera automatiquement anéanti rétroactivement (c’est donc le contraire de la vente sous condition suspensive). C'est le cas par exemple de la vente à réméré, où le vendeur se réserve le droit de reprendre la chose vendue moyennant restitution du prix et des frais engagés par la vente (il y aura par exemple prise en compte de la plus-value). Ce mécanisme prévu par le Code civil est assimilé par la jurisprudence et la doctrine à une vente avec condition résolutoire potestative (valable puisque prévue par la loi). L’intérêt de cette vente est avant tout fiscal : elle peut servir à financer une opération de crédit.
La vente peut aussi être sous condition suspensive :il s’agit d’une vente qui ne sera conclue que lorsque la condition suspensive se sera réalisée ; si elle se réalise, le contrat sera automatiquement conclu et il y aura naissance rétroactive des obligations. Par exemple, un contrat de vente est souvent conclu sous condition suspensive de l’obtention d’un prêt de telle sorte que le contrat ne sera conclu que si l'acheteur obtient son prêt.
Dans la vente immobilière, la loi présume que l’acheteur n’a pas l’argent nécessaire et la condition suspensive est de droit, sauf volonté contraire de l'acheteur. Dans le cas où l’acheteur fait exprès de ne pas se voir accorder le ou les prêts, la jurisprudence sanctionne cet acheteur malhonnête sur le fondement de l'ancien article 1178 du Code civil selon lequel la condition est réputée accomplie lorsque c’est le débiteur qui en a empêché l’accomplissement.

« La condition est réputée accomplie lorsque c'est le débiteur, obligé sous cette condition, qui en a empêché l'accomplissement. »

— Ancien article 1178 du Code civil (Abrogé par Ordonnance numéro 2016-131 du 10 février 2016, à compter du 1er octobre 2016)
L’acheteur ayant fait échouer le contrat, ne pouvant généralement pas acheter, devra des indemnités ou la clause pénale mais la vente ne sera cependant pas conclue.

#### Les ventes soumises à expérimentation
Les ventes à l’essai (vente sous condition suspensive) ou à la dégustation, prévues par le Code civil, sont soumises à expérimentation.
La vente a l’essai (article 1588 du Code civil) n’a lieu que si elle est expressément prévue.

« La vente faite à l'essai est toujours présumée faite sous une condition suspensive. »

— Article 1588 du Code civil, version en vigueur depuis le 21 mars 1804
Si l’acheteur n’est pas satisfait du produit acheté à l’essai, il doit le faire savoir sinon la vente est réputée conclue. Le refus doit être objectivement justifié (l’acheteur doit motiver son refus, par exemple : l’acheteur fait savoir que la sonorité d’un matériel hi-fi ne lui convient pas). L’essai est une condition suspensive : la vente est conclue rétroactivement si l’acheteur est satisfait, sinon la vente est anéantie.
La vente à la dégustation (article 1587 du Code civil) est prévue par le Code civil qui permet la dégustation en tant que condition résolutoire dans la vente de vin, d’huile et des autres choses que l’on a pour habitude de goûter.

« A l'égard du vin, de l'huile, et des autres choses que l'on est dans l'usage de goûter avant d'en faire l'achat, il n'y a point de vente tant que l'acheteur ne les a pas goûtées et agréées. »

— Article 1587 du Code civil, version en vigueur depuis le 21 mars 1804
Dans ce cas, la vente se fait par choix, discrétionnaire, subjectif de l’acheteur. La dégustation n’est pas une condition suspensive car elle est totalement discrétionnaire.

#### Les ventes avec faculté de rétractation
La faculté de rétractation dans la vente peut être d’origine conventionnelle : les parties peuvent prévoir le droit de se dédire, de ne pas exécuter la prestation.

« Le consommateur dispose d'un délai de quatorze jours pour exercer son droit de rétractation d'un contrat conclu à distance, à la suite d'un démarchage téléphonique ou hors établissement, sans avoir à motiver sa décision ni à supporter d'autres coûts que ceux prévus aux articles L. 221-23 à L. 221-25. »

— Code de la consommation, article L 221-18, en vigueur depuis le 14 mars 2016
Elle peut aussi être d’origine légale : le droit de la consommation en prévoit beaucoup, et à chaque fois qu’une vente est considérée comme « agressive » il y a faculté de rétractation (par exemple, la vente à domicile).

##### Quelles sont les ventes avec faculté de rétractation conventionnelle?
Il s’agit de la vente conclue avec clause de dédit ou arrhes.
Les arrhes sont une somme d’argent versé par l’acheteur dès la conclusion du contrat et qui permet à chacune des parties de renoncer à l’exécution du contrat. Le mécanisme des arrhes est protecteur, c’est pourquoi le Code de la consommation dit que toute somme versée par l’acheteur est présumée être des arrhes –à moins que les parties n’en stipulent autrement-. En pratique, le vendeur écarte souvent la présomption d’arrhes en précisant que la somme versée par l’acheteur est un acompte.
Le dédit est la faculté unilatérale de ne pas exécuter le contrat, de revenir sur son engagement ; comme pour les arrhes on s’octroie le droit de ne pas l’exécuter. Auparavant, elle n’était possible que pour les ventes dites « agressives » telles que la vente à distance ou la vente à domicile (dans ces cas, la faculté de rétractation est légale).
Pour de nombreux auteurs du droit de la consommation, la rétractation s’inscrit dans le processus de formation du contrat de vente : la première étape est toujours l’accord de volonté des parties, mais elle peut être suivie d’une deuxième étape qui est la période de rétractation. La vente sera conclue si l’acheteur ne s’y est pas opposé (le silence vaut acceptation dans ce cas car il est circonstancié).
Pour de nombreux auteurs du droit civil, la rétractation s’inscrit dans le processus du contrat de vente : la vente est conclue mais il est possible de revenir dessus.

#### Les ventes formelles
La vente reste en principe un contrat consensuel, mais il y a un retour du formalisme ; on voit désormais les ventes formelles se développer, par souci de protection. La loi exige souvent que le contrat de vente soit écrit et comporte des mentions obligatoires sous peine de nullité (par exemple, que le contrat mentionne les caractéristiques du produit ou les informations de livraison). Plusieurs lois françaises (dont une de 2000) et une directive européenne ont adapté des règles de formalisme à la vente sur Internet.

### Les effets de la vente

#### Le transfert de propriété et des risques
Le transfert de propriété se fait dès la conclusion de la vente, sauf choses de genre (où le transfert de propriété se fait lors de l’individualisation). Les parties peuvent repousser le transfert de propriété par un terme ou une condition suspensive.
Le transfert des risques accompagne le transfert de propriété (ancien article 1138 du Code civil). La clause de réserve de propriété ne fait pas la charge des risques sur l’utilisateur car il n’en est pas encore propriétaire ; le vendeur a donc intérêt à dissocier le transfert de propriété et la charge des risques (par exemple, en faisant supporter les risques dès la livraison).

« L'obligation de livrer la chose est parfaite par le seul consentement des parties contractantes.
Elle rend le créancier propriétaire et met la chose à ses risques dès l'instant où elle a dû être livrée, encore que la tradition n'en ait point été faite, à moins que le débiteur ne soit en demeure de la livrer ; auquel cas la chose reste aux risques de ce dernier. »

— Ancien article 1138  (Abrogé par Ordonnance numéro 2016-131 du 10 février 2016, à compter du 1er octobre 2016)
Il existe des dérogations légales et conventionnelles au principe de liaison du transfert des risques au transfert de propriété.

##### Dérogations légales
- l’ancien article 1138 du Code civil pose une exception relative au délai de livraison du bien : les risques ne sont plus assumés par l’acheteur –pourtant propriétaire- mais par le vendeur dès lors qu’il y a un retard dans la livraison. C’est une sanction du non-respect du délai de livraison par le vendeur.
- l'ancien article 1138 Alinéa 2 du Code civil dispose que lorsque le vendeur ne délivre pas la chose vendue, l'acheteur peut le mettre en demeure de le faire. Cette mise en demeure retransfert au vendeur la charge des risques.
- l’ancien article 1182 du Code civil dit que si la condition suspensive de la vente se réalise, le transfert de propriété est considéré comme réalise dès la formation de la vente (il y a rétroactivité) ; mais avant la réalisation de la condition, c’est bien le vendeur qui est tenu des risques.

« Lorsque l'obligation a été contractée sous une condition suspensive, la chose qui fait la matière de la convention demeure aux risques du débiteur qui ne s'est obligé de la livrer que dans le cas de l'événement de la condition.
Si la chose est entièrement périe sans la faute du débiteur, l'obligation est éteinte.
Si la chose s'est détériorée sans la faute du débiteur, le créancier a le choix ou de résoudre l'obligation, ou d'exiger la chose dans l'état où elle se trouve, sans diminution du prix.
Si la chose s'est détériorée par la faute du débiteur, le créancier a le droit ou de résoudre l'obligation, ou d'exiger la chose dans l'état où elle se trouve, avec des dommages et intérêts »

— Ancien article 1138  (Abrogé par Ordonnance numéro 2016-131 du 10 février 2016, à compter du 1er octobre 2016)

##### Dérogations conventionnelles
- les parties peuvent dissocier conventionnellement le transfert des risques et le transfert de propriété (par exemple, le transfert des risques est souvent retardé à la délivrance de la chose).

La Convention de Vienne (convention internationale) ne parle pas du transfert de propriété seulement du transfert des risques. Il a lieu au moment de la délivrance de la chose : le vendeur n’assume la charge des risques de la chose que tant qu’il ne l’a pas délivrée.
La délivrance a lieu au moment où le vendeur n’a plus le contrôle de la chose, parce qu’il l’a confiée au transporteur ou à l’acheteur. L’acheteur n’ayant pas non plus le contrôle de la chose pendant le transport, la Convention de Vienne prévoit qu’il est possible de déroger conventionnellement au mécanisme prévu (par exemple, les parties peuvent suivre les mécanismes internationaux prévus par INCOTERM, ou d’autres).

#### La naissance des obligations pesant sur le vendeur et sur l’acheteur
Une fois la vente formée, le vendeur et l’acheteur vont devoir exécuter leurs obligations. Pour le vendeur, il s’agit principalement de garantir la chose et de la délivrer, et pour l’acheteur de payer le prix et de retirer la chose. Ces
deux conditions doivent être réunies et ne sont pas dissociables.

## Les obligations pesant sur le vendeur
Le vendeur a deux obligations principales : délivrer et garantir la chose.
La vente est un contrat synallagmatique mais qui met à la charge du vendeur plus d’obligation qu’à la charge de l’acheteur. Le Code civil consacre un chapitre de 47 articles (articles 1603 et suivants) sur les obligations du vendeur. De nombreuses obligations « accessoires » pèsent sur le vendeur : l’obligation de renseignement ; de conseil ; de sécurité (par exemple avec la directive européenne sur les produits défectueux).
L’ancien article 1162 du Code civil dit de plus que « tout contrat obscur s’interprète contre le vendeur » ; et les créanciers du vendeur initial se sont multipliés.

« Dans le doute, la convention s'interprète contre celui qui a stipulé et en faveur de celui qui a contracté l'obligation. »

— Ancien article 1162 (Abrogé par Ordonnance numéro 2016-131 du 10 février 2016, à compter du 1er octobre 2016)

« Le vendeur est tenu d'expliquer clairement ce à quoi il s'oblige.
Tout pacte obscur ou ambigu s'interprète contre le vendeur. »

— Article 1602 du Code civil, version en vigueur depuis le 21 mars 1804
Le statut de vendeur professionnel est donc plus risqué qu’autrefois : le vendeur professionnel est désormais assimilé à un vendeur qui sait tout de ses produits (ou qui « aurait dû tout savoir »). Il y a depuis plusieurs années une quasi-présomption irréfragable de mauvaise foi et cela est très critiqué par de nombreux auteurs. L’acheteur est en droit d’obtenir la chose qu’il a acquise et fonctionnant comme spécifié ; il dispose d’une multitude d’actions.

### Les obligations contractuelles d’information
Les obligations contractuelles d’information appartiennent au droit commun des contrats et ne sont pas spécifiques à la vente.
On distingue l’obligation précontractuelle d’information (selon laquelle tout vendeur doit mettre l’acheteur au courant des caractéristiques essentielles du produit), dont le manquement est assimilable à la réticence dolosive sanctionnée par la responsabilité délictuelle sur le fondement de l’article 1240 du Code civil, et l’obligation contractuelle d’information.

« Tout fait quelconque de l'homme, qui cause à autrui un dommage, oblige celui par la faute duquel il est arrivé à le réparer. »

— Article 1603 du Code civil, version en vigueur depuis le 1er octobre 2016
Le vendeur a l'obligation d’indiquer :
- les caractéristiques essentielles du produit : les conditions d’utilisation du bien qu’il vend ; la clause de désignation en matière immobilière ; les caractéristiques de l’immeuble ; les servitudes qui pourraient être attachées à l’immeuble ; la présence ou l’absence de termites ; la présence ou l’absence d’amiante etc.
- les dangers potentiels du produits : le vendeur doit avertir l’acheteur des dangers liés au produit (par exemple, un médicament).
- les conseils d’utilisation du produit : le vendeur doit conseiller l’acheteur dès lors que c’est nécessaire à la bonne utilisation du produit (par exemple, pour les produits informatiques).

Dans la jurisprudence classique du XIXe siècle, l’acheteur avait l’obligation de se renseigner lui-même, d’être « curieux », tandis que dans la jurisprudence moderne il y a un équilibre entre une curiosité minimum de l’acheteur et une information par le vendeur : un minimum de collaboration entre vendeur et acheteur est exigé.
Les parties à l’obligation d’information sont l’acheteur, le vendeur, mais aussi des tiers ou grossistes ou autres. Par exemple, la jurisprudence a décidé que les sous-acquéreurs pouvaient légalement intenter une action contre le vendeur premier.
L’obligation d’information est une obligation de moyen, c’est l’obligation par laquelle le vendeur fournit l’information en s’engageant à tout faire pour satisfaire l’acheteur. C’est au débiteur de l’obligation de prouver qu’il a bien exécuté l’obligation (par exemple par un écrit complet)
La distinction entre l’obligation de moyens et l’obligation de résultat résulte des écrits de Demogue. Certains auteurs pensent cependant que la faute contractuelle n’existe pas et que la responsabilité contractuelle n’existe pas non plus : il n’y aurait de responsabilité que délictuelle.

### L'obligation de délivrance
L’obligation de délivrance est « le transport de la chose vendue en la puissance et possession de l’acheteur ». Il y a une distinction entre le transfert de propriété –abstrait- et la délivrance –matériel, concrète-. La délivrance a un aspect matériel (la mise à disposition) et un aspect de conformité (la disposition de la chose délivrée doit être conforme à celle de la chose achetée).
Le Code civil définit la délivrance, pas la possession. Le vendeur, lorsqu’il délivre la chose, met cette chose à la disposition de l’acheteur (¹ livraison) qui n’a plus qu’à aller la chercher (c’est l’obligation de retirement).

« Il a deux obligations principales, celle de délivrer et celle de garantir la chose qu'il vend. »

— Article 1603 du Code civil, version en vigueur depuis le 21 mars 1804

« La délivrance est le transport de la chose vendue en la puissance et possession de l'acheteur. »

— Article 1604 du Code civil, version en vigueur depuis le 21 mars 1804

#### La mise à disposition de la chose
Le Code civil distingue les modalités de la délivrance selon que le bien est mobilier ou immobilier.
La délivrance d’un immeuble (article 1605 du Code civil) s’effectue par la remise de la clé à l’acheteur ou par la remise du titre de propriété : c’est une délivrance concrète (on parle de « tradition réelle »).

« L'obligation de délivrer les immeubles est remplie de la part du vendeur lorsqu'il a remis les clefs, s'il s'agit d'un bâtiment, ou lorsqu'il a remis les titres de propriété. »

— Article 1605 du Code civil, version en vigueur depuis le 21 mars 1804
La délivrance d’un meuble est quérable et non portable : l’acheteur doit aller chercher la chose meuble chez le vendeur, là où elle se trouve.

« La délivrance des effets mobiliers s'opère :
Ou par la remise de la chose,
Ou par la remise des clefs des bâtiments qui les contiennent,
Ou même par le seul consentement des parties, si le transport ne peut pas s'en faire au moment de la vente, ou si l'acheteur les avait déjà en son pouvoir à un autre titre. »

— Article 1606 du Code civil, version en vigueur depuis le 21 mars 1804
Le vendeur et l’acheteur s’accordent sur le moment de la délivrance. Si la délivrance n’est pas effectuée à la date prévue, le contrat évolue selon la forme prévue (par exemple l’exception d’inexécution ou la résiliation).
Si le parties n’ont rien prévu quant à la délivrance, la jurisprudence considère que la délivrance doit avoir lieu « instantanément » (avec une certaine marge selon les cas) ou « dans un délai raisonnable » que fixera le juge.
Le délai de la délivrance peut être impératif ou indicatif :
- s'il est impératif, l’échéance du terme rend la délivrance exigible
- s'il est indicatif, l’acheteur doit mettre en demeure le vendeur pour que la délivrance soit exigible

Pour savoir si le délai auquel doit avoir lieu la délivrance est impératif ou indicatif, il convient de lire les clauses du contrat de vente concernant la délivrance.
Entre professionnels, le délai est généralement indicatif et s’accompagne d’une exonération de responsabilité en cas de non-respect (cependant, la pratique ne doit pas être révélatrice d’un abus, sous peine d’être sanctionnée : par exemple, un professionnel ne peut choisir délibérément de délivrer lorsque les prix du marché sont élevés).
Entre un professionnel et un acheteur profane, l’acheteur profane (consommateur) peut résoudre de plein droit –sans passer par la justice- le contrat en cas de non délivrance sous un délai de sept jours.

#### La délivrance conforme
La délivrance de la chose doit être conforme. Il est interdit au vendeur professionnel d’insérer une clause lui autorisant la modification de la chose à délivrer ; par contre, lorsqu’il y a un progrès technique de la chose entre achat et délivrance, le vendeur peut en faire profiter l’acheteur sans augmentation de prix.
Il doit non seulement y avoir délivrance de la chose dans l’état où elle se trouvait au moment de la vente (selon l’article 1614 du Code civil), mais aussi de tous ses accessoires (qu’ils soient matériels ou juridiques) et de tout ce qui lui a été inclus à l’origine pour son utilisation (par exemple un manuel ou des immeubles par destination ; un droit de passage ou un règlement de propriété ou encore des documents administratifs). S’il manque un accessoire, le vendeur commet une exécution défectueuse qui peut entraîner la résolution du contrat ou l’exécution forcée ou le versement de dommages-intérêts.

« La chose doit être délivrée en l'état où elle se trouve au moment de la vente.
Depuis ce jour, tous les fruits appartiennent à l'acquéreur. »

— Article 1614 du Code civil, version en vigueur depuis le 21 mars 1804
L’acheteur jouit selon la loi du délai de droit commun de 5 ans pour agir en cas de non-conformité mais en pratique, les contrats de vente contiennent souvent un délai plus court pour agir (par exemple de 1 ou 5 ans).
La jurisprudence considère que l’acheteur est censé examiner la chose délivrée, selon ses capacités- puis l’accepter ou la refuser. Quelle est l’intensité du contrôle que doit exercer l’acheteur sur la chose délivrée ? Cela dépend de sa capacité : l’acheteur profane doit dénoncer ce qui lui « saute aux yeux », tandis que l’acheteur professionnel doit dénoncer le défaut de conformité qu’il perçoit ou est censé percevoir. La jurisprudence fonde cette « incombance » (entre l’obligation et le devoir) de dénonciation sur les articles « fourre-tout » 1134 ancien et 1135 du Code civil. En droit international, la Convention de Vienne pose ces mêmes principes de dénonciation de la non-conformité.
N.B. : l’acheteur n’a pas à examiner la chose dès sa délivrance (selon la jurisprudence, parfois « laxiste », il est admis que l’acheteur examine la chose dans un délai raisonnable pouvant parfois atteindre plusieurs mois).
L’acheteur qui dénonce ainsi –après l’avoir examinée- le défaut de conformité de la chose, dispose du droit d’agir dans le délai de droit commun de 30 ans (à moins que le contrat n’en dispose autrement).
En cas de non-conformité de la chose vendue, l’acheteur dispose de plusieurs actions.
- l'action en exécution : l’acheteur dénonçant la non-conformité met en demeure par lettre recommandée la partie cocontractante d’exécuter son obligation de délivrance conforme.
- l'action en résiliation amiable : l’acheteur dénonçant la non-conformité demande d’abord la résiliation amiable du contrat de vente. Si la partie cocontractante reconnaît la non-conformité (par exemple après avoir utilisé un pacte compromissoire), les deux parties s’accordent alors pour résilier le contrat. Si au contraire l’acheteur et le vendeur ne s’accordent pas, l’acheteur devra demander au juge la résiliation judiciaire
- l’action en résiliation judiciaire : si les parties ne se sont pas accordées pour résilier de façon amiable la vente présentant un défaut de conformité de la chose délivrée, il revient au juge de trancher sur la conformité de la chose et de prononcer la résiliation judiciaire si la chose n’est pas conforme.
- l’action en demande de dommages-intérêts : l’acheteur dénonçant la non-conformité peut demander une indemnisation au vendeur. Dans un attendu de principe, la Cour de cassation a déclaré que cette indemnisation correspondait à une exécution en équivalent et non à une responsabilité contractuelle.
- l’action en réfaction : l’acheteur dénonçant la non-conformité demande une réduction du prix de la chose, liée à sa moindre conformité.
- le vendeur peut stipuler qu’en cas de défaut de conformité de la chose, il limite sa responsabilité ; cependant, la jurisprudence « Chronopost » de 1996 et les lois concernant la faute contractuelle ou le dol rendent la clause limitative de responsabilité non valide si elle vide le contrat de son contenu.

### L'obligation de garantie
L’obligation de garantie du vendeur (article 1625 et suivants du Code civil) a deux objets différents : la jouissance paisible de la chose (garantie d’éviction) et l’absence de défauts de la chose (garantie des vices rédhibitoires).

« La garantie que le vendeur doit à l'acquéreur a deux objets : le premier est la possession paisible de la chose vendue ; le second, les défauts cachés de cette chose ou les vices rédhibitoires. »

— Article 1625 du Code civil, version en vigueur depuis le 21 mars 1804
Le régime de cette garantie est particulièrement sévère envers le vendeur, qui ne peut presque pas s’exonérer : dès lors que les conditions de la garantie sont remplies, celle-ci est due. L’acheteur qui met en œuvre cette garantie met aussi en œuvre la responsabilité contractuelle du vendeur.

#### La garantie d'éviction
Du latin evinco, ere, en son sens strict et étymologique, l'éviction s'entend de la perte d’un droit.
La garantie d’éviction, régie par les articles 1626 à 1640 du Code civil, sert à garantir tout ce qui trouble la jouissance tranquille, la possession de la chose (exemple : l’acheteur apprend après achat qu’un tiers ou le vendeur dispose d’une servitude sur la chose ou vient troubler son usage d’une quelconque façon). On distingue la garantie d’éviction du fait personnel et la garantie d’éviction du fait des tiers.

« Quoique lors de la vente il n'ait été fait aucune stipulation sur la garantie, le vendeur est obligé de droit à garantir l'acquéreur de l'éviction qu'il souffre dans la totalité ou partie de l'objet vendu, ou des charges prétendues sur cet objet, et non déclarées lors de la vente. »

— Article 1626 du Code civil, version en vigueur depuis le 21 mars 1804
La garantie d’éviction du fait personnel est la garantie générale que le vendeur ne viendra pas troubler la jouissance de l’acheteur sur la chose vendue, soit par un droit qu’il aurait conservé sur la chose (par exemple une servitude de passage), soit par un trouble de fait (par exemple une activité commerciale près du fonds de commerce vendu).
Cette garantie d’éviction contre les troubles de droit et de fait du vendeur se transmet aux ayants droit du vendeur ; elle ne se prescrit pas : « qui doit garantie ne peut évincer ».
La garantie d’éviction du fait des tiers est la garantie générale que des tiers ne viendront pas troubler la jouissance de l’acheteur par un droit qu’ils auraient sur la chose vendue (par exemple, une servitude d’un tiers).
La garantie d’éviction du fait des tiers ne protège pas des troubles de fait émanant des tiers (par exemple, un voisinage bruyant) ; l’acheteur doit cependant être informé des troubles de fait potentiels que pourraient causer les tiers.
La garantie d’éviction du fait des tiers est conditionnée à l’absence d’information de l’acheteur avant l’achat et elle n’est pas d’ordre public (contrairement à la garantie d’éviction du fait personnel).
Lorsqu’il y a éviction, l’acheteur peut agir par voie d’action ou par voie d’exception.
Par voie d’action, l’acheteur demande directement au vendeur de respecter sa garantie ; soit avant l’éviction (l’acheteur est menacé d’éviction), soit pendant (l’acheteur est en conflit), soit après (l’acheteur a été évincé)
Par voie d’exception, l’acheteur intervient au cours d’un procès pour revendiquer sa garantie.
Le tiers peut avoir des droits sur la chose vendue (il peut par exemple vouloir faire reconnaître son droit de propriété). En cas de prescription acquisitive, l’acheteur sera évincé ; dans les autres cas, appelés « charges non déclarées » (par exemple le droit de puisage ou le bail d’un tiers), le risque d’éviction ne sera que partiel.
L’acheteur ne pourra mettre en jeu la garantie d’éviction du tiers que s’il prouve qu’il n’aurait pas acheté en connaissant l’existence de ce droit du tiers.
Cette garantie a surtout pour domaine les ventes civiles. Il est rare que dans une vente commerciale l’acquéreur soit exposé à être évincé, puisque ce type de vente a généralement pour objet des meubles corporels (les marchandises) où l’acheteur trouve sa protection dans la possession.
Dans les cessions de fonds de commerce, le cédant est soumis aux deux obligations que la garantie d’éviction met à sa charge. La garantie du fait personnel qui lui impose de s’abstenir de tout fait portant atteinte au droit et à la jouissance de l’acquéreur et notamment de lui faire concurrence et la garantie contre les tiers qui le contraint à protéger le cessionnaire contre les troubles de droit provenant d’un tiers. Il en est de même dans les cessions d’actions permettant le contrôle d’une société commerciale lorsque l’associé cédant a une influence sur la clientèle et dans les cessions de brevets d’invention.
La garantie du fait personnnel interdit au vendeur, ou au vendeur du vendeur, de troubler la jouissance ou la propriété de l’acquéreur, même par des actes qui eussent été licites s’ils avaient été exercés par une autre personne. Si le vendeur est une personne morale, la garantie pèse aussi sur son dirigeant, s’il n’est pas étranger à l’opération.
L’acte de cession peut élargir cette obligation pesant sur le cédant, en lui interdisant d’exercer un commerce quelconque, à condition que cette interdiction soit limitée dans le temps et dans l’espace, qu’elle soit rémunérée et ne soit pas disproportionnée. Autrement, elle supprimerait la liberté du commerce et de l’industrie. L’acquéreur ne peut invoquer la méconnaissance de cette obligation que s’il éprouve un préjudice. La Chambre commerciale de la Cour de cassation soumet la garantie d'éviction du cédant de titres sociaux à un contrôle de proportionnalité au nom du respect de la liberté du commerce, de l'industrie et de la liberté d'entreprendre (affaire BlueMind (logiciel) vLinagora).
La personne qui participe à une contrefaçon en mettant en vente un produit qu’elle savait être contrefait, n’est pas fondée à obtenir la garantie de son vendeur pour l’éviction qu’elle subit, qui est de son fait.
En cas d’éviction totale, le prix payé au vendeur doit être remboursé à l’acheteur et, conformément au droit commun, la somme est fixe, figée et n’est donc pas réévaluée, par application du nominalisme monétaire, même si du temps s’est écoulé entre le paiement du prix (par l’acheteur) et son remboursement (par le vendeur). Le particularisme de la garantie d’éviction tient à ce que le prix doit toujours être remboursé par le vendeur à l’acquéreur, même si, lors de l’indemnisation, la chose vendue s’est dépréciée ou ne vaut plus rien, et même si elle a péri par cas fortuit,.
L’acquéreur n’a droit à des dommages-intérêts que s’il a éprouvé un préjudice que n’aurait pas réparé le remboursement du prix. Le calcul de ce préjudice relève du droit commun.

#### La garantie des vices cachés
La garantie des vices cachés (rédhibitoires) protège l’acheteur contre les vices qui dégradent totalement ou de façon si importante les qualités de la chose vendue qu’il n’aurait pas contracté (article 1641 du Code civil).
Le vice caché est un défaut rendant la chose impropre à l’usage, il a un caractère pathologique dans la chose — qui reste celle prévue au contrat mais est en mauvais état.
Depuis 1985 environ, vice caché et défaut de conformité sont clairement distingués par la jurisprudence.
La théorie des vices cachés existe depuis le droit romain, où elle était alors largement appliquée aux animaux et aux esclaves. Elle fut l’œuvre des édiles curules, s'appliquant initialement aux ventes d’esclaves. Les vendeurs y étant d’une malhonnêteté proverbiale et étaient présumés de mauvaise foi si l’esclave avait un vice qu’ils prétendaient ignorer. De surcroît, les vendeurs étant le plus souvent des Orientaux tandis que les acquéreurs étaient Romains, que l'édile cherchait donc à protéger. Ces origines spécifiques ont donc imprimé certains traits à la théorie.

#### Exclusions légales
La garantie des vices cachés s’applique à tous les biens dans le commerce (qu’ils soient corporels ou incorporels, meubles ou immeubles, neufs ou d’occasion). Certaines ventes sont cependant légalement exclues de la garantie des vices cachés :
- la vente d’animaux « ruraux », qui relève du Code rural et ne sont pas garanties contre les vices cachés par défaut
- la vente d’immeuble à construire, car c’est un régime spécial (prévu par le Code civil) qui s’applique et qui prévoit la responsabilité des constructeurs.
- les ventes faites par autorité de justice, qui sont considérées comme suffisamment sûres du fait de l’intervention de la personne publique.

#### Exclusions conventionnelles
Le Code civil dit que « le vendeur est tenu des vices cachés, à moins qu’il n’ait exclu toute garantie ». La clause exclusive de garantie n’est cependant valable que si le vendeur ne connaissait pas le vice (bonne foi), sinon la clause est nulle (article 1643 du Code civil). Or la jurisprudence est très sévère envers les vendeurs professionnels.

« Il est tenu des vices cachés, quand même il ne les aurait pas connus, à moins que, dans ce cas, il n'ait stipulé qu'il ne sera obligé à aucune garantie. »

— Article 1643 du Code civil, version en vigueur depuis le 21 mars 1804
Depuis les années 1950, elle considère que le vendeur doit connaître les vices cachés des produits qu’il vend ; mais alors qu’auparavant la mauvaise foi était une présomption simple en cas de vice caché (le vendeur pouvait apporter la preuve contraire de sa mauvaise foi) elle est désormais présumée de façon irréfragable : le vendeur ne peut plus apporter la preuve contraire de sa mauvaise foi, il est tenu de connaître les vices cachés de ce qu’il vend.
Entre acheteur et vendeur professionnel de la même spécialité, la jurisprudence considère que les deux parties sont sur un pied d’égalité et elle admet donc la validité de la clause exclusive de garantie. La jurisprudence semble avoir une conception de plus en plus large de la notion d’activité identique ou similaire (par exemple, un garage et une entreprise de BTP ont été considérés comme ayant des moyens de contrôles comparables). Quelques arrêts ont cependant annulé une clause exclusive de garantie des vices cachés entre professionnels pourtant de même spécialité, car le vice était caractérisé « d’indécelable ».
Il est fréquent que les vendeurs prévoient des garanties conventionnelles telles qu’un Service Après Vente pendant un ou deux ans avec possibilité d’extension.
Ces clauses sont parfois plus favorables au consommateur que la garantie légale, mais elles lui sont aussi parfois moins favorables : dans ce cas, les juges censurent les dispositions restrictives et valident les dispositions extensives de garantie.
L’acheteur, même sorti de la garantie conventionnelle (qui lui est nécessairement favorable), dispose toujours de la garantie légale des vices cachés.

#### Mise en œuvre
Le vendeur n’est pas tenu de garantir les vices apparents (article 1642 du Code civil). Pour mettre en œuvre la garantie légale des vices cachés, il faut prouver l’existence d’un vice qui soit caché, rédhibitoire et antérieur à la vente.

« Le vendeur n'est pas tenu des vices apparents et dont l'acheteur a pu se convaincre lui-même. »

— Article 1642 du Code civil, version en vigueur depuis le 21 mars 1804

#### Comment prouver le vice?
Selon la doctrine matérialiste, le vice est une altération, une malformation de la chose qui retentir sur son utilisation. Le plus souvent, la preuve de l’existence du vice nécessitera une expertise (la preuve est difficile à apporter, d’autant plus si la chose est d’occasion).
« Dès lors qu’il y a un défaut rendant la chose impropre à son usage, seule la garantie des vices cachés est ouverte » (Civ. 1re ; 1997). Cette jurisprudence implique que, lorsque la chose a un vice, on ne peut plus se fonder ni sur la non-conformité, ni sur l’erreur ; cependant, l’action en garantie des vices cachés ne semble pas exclure le dol, ce qui permet de protéger le consommateur tout en sanctionnant la mauvaise foi du vendeur.
« Le vice caché trouble l’utilisation normale de la chose » (Civ. 1re ; 2001).
La doctrine « dualiste » fait la distinction entre le défaut et le vice de la chose, contrairement à la doctrine « moniste ». La jurisprudence, depuis 1993, se rattache généralement à la conception « dualiste ».

#### Comment prouver que le vice est caché?
Le vice caché est un vice qu’un examen normalement attentif ne révèle pas, contrairement au vice apparent (qui une fois accepté, déchoie l’acheteur de toute action ultérieure) ou au vice apparu.
L’acheteur profane n’est tenu que d’un examen superficiel de la chose (le domaine des vices apparents est donc large), tandis que l’acheteur professionnel est tenu d’un examen approfondi de la chose (le domaine des vices apparents est donc très réduit).

#### Comment prouver que le vice caché est rédhibitoire?
Le vice est dit rédhibitoire lorsqu’il rend la chose impropre à l’usage –qui devient impossible ou d’une diminution telle que l’acheteur n’aurait pas acheté-. La gravité du dysfonctionnement se fait au regard de l’usage normal de la chose (par exemple, quelques pannes d’ordinateur ne sont pas rédhibitoires), à moins que l’acheteur ait précisé au vendeur qu’il souhaitait en faire un usage extraordinaire.

#### Comment prouver que le vice caché est antérieur à la vente?
Le vice doit être antérieur à la vente. Cette condition n’est pas visée par les textes mais découle du mécanisme de la garantie : le vendeur ne peut garantir que les défauts présents à la vente. La jurisprudence considère le moment du transfert de propriété. Souvent, il faudra une expertise pour que la condition d’antériorité soit prouvée.
La mise en œuvre de la garantie des vices cachés n'est plus restreinte à "un bref délai" depuis février 2005 : elle dure désormais deux ans. C’est une question de cas par cas. Auparavant, la jurisprudence considérait que le délai courait au moment de la vente ; désormais, elle considère le moment de la découverte du vice –où l’acheteur aura deux ans pour agir- ce qui est plus favorable à l’acheteur mais problématique pour le vendeur. Les juges du fonds déterminent le moment où l’acheteur a eu connaissance du vice.
Ce délai n’est pas préfix : il est susceptible d’être suspendu (par exemple si le vendeur fait preuve de lenteur) ou d’être interrompu (par exemple si l’acheteur fait une action en référé pour nommer un expert) ; cependant, le délai est toujours enfermé dans la période de droit commun de 30 ans.

#### Quelles sont les actions dont dispose l’acheteur en matière de garantie des vices?
L’acheteur qui souhaite agir en garantie des vices cachés dispose de l’action rédhibitoire, de l’action estimatoire et de l’action directe.
- l'action rédhibitoire permet la résolution de la vente (mais elle n’est pas assimilée à une résolution). Le vendeur reprend la chose ; l’acheteur rend la chose –sauf si celle-ci a été détruite par le vice ou le cas fortuit- et reprend le prix. Si la chose a été détruite par autrement que par le vice ou le cas fortuit, l’action rédhibitoire n’est pas possible.
- l'action estimatoire permet à l’acheteur de garder la chose viciée en recevant un dédommagement (articles 1645 et 1646 du Code civil).

« Si le vendeur connaissait les vices de la chose, il est tenu, outre la restitution du prix qu'il en a reçu, de tous les dommages et intérêts envers l'acheteur. »
— Article 1645 du Code civil, version en vigueur depuis le 21 mars 1804

« Si le vendeur ignorait les vices de la chose, il ne sera tenu qu'à la restitution du prix, et à rembourser à l'acquéreur les frais occasionnés par la vente. »

— Article 1646 du Code civil, version en vigueur depuis le 21 mars 1804
- Il y a une distinction selon que le vendeur connaissait ou non le vice caché : s’il ne le connaissait pas, il devra au plus restituer le prix et les frais occasionnés à l’acheteur ; s’il le connaissait, il devra tous les dommages-intérêts (indemnisation de tous les dommages de l’acheteur, prévisibles ou imprévisibles –cela dépasse la limite ordinaire de l’indemnisation contractuelle-).
- l'action directe permet à l’acheteur d’agir contre le grossiste ou le fabricant, en pratique en choisissant le plus solvable (le vendeur peut faire une action récursoire contre le fabricant, mais comme cela risque d’être long, la jurisprudence a permis à l’acheteur l’action directe en garantie des vices cachés). Dans ce cas, l’acheteur agit contre le débiteur de son débiteur et non contre son contractant ; c’est un mécanisme exceptionnel car contraire à l’effet relatif des contrats, il n’a pas été créé par la loi mais par la jurisprudence de la fin du XIXe siècle.

#### Sur quoi se fonde le mécanisme de l’action directe?
Sur le transfert de propriété et donc sur la théorie de l’accessoire, c’est pour cela que sa portée en est limitée.
Comment est mise en œuvre l’action directe dans les chaînes de contrats ? Dans les ensembles contractuels, on distingue les groupes de contrats (qui ont un objectif commun) des chaînes de contrats (qui ont le même objectif et la même qualification dans une chaîne homogène mais un objectif et une qualification différente dans une chaîne hétérogène). Dans les années 1980, il y a eu une divergence entre la 1re Chambre civile et la 3e Chambre civile : la 3e Chambre civile cantonnait l’action directe aux chaînes de contrats, tandis que la 1re Chambre civile l’acceptait même dans les groupes de contrats.
Puis le 12 juillet 1991, l’arrêt Besse de l’assemblée plénière de la Cour de cassation vient rappeler l’impossibilité de l’action directe dans le groupe de contrat, en se fondant sur le principe de l’effet relatif des contrats.
L’action en garantie des vices cachés est une action contractuelle qui remonte éventuellement jusqu’au fabricant. Cela a deux inconvénients : la multiplication des procès ; le blocage possible de l’action récursoire. C’est pourquoi la jurisprudence a admis que l’acquéreur final puisse agir en garanties des vices cachés contre n’importe lequel des vendeurs (y compris le vendeur initial –fabricant et non détaillant-). Mais alors que des arrêts dans les années 1980 (tels que  l’arrêt Civ. 1re ; 9 octobre 1989) ont dit que cette action était « nécessairement contractuelle » et privait donc l’acheteur de toute action délictuelle dans les chaînes de contrats de ventes, l’arrêt Besse de 1991 casse le mécanisme fondé sur les groupes de contrat en affirmant l’absence de lien contractuel entre un entrepreneur et sous-traitant, rappelant ainsi le principe de l’effet relatif du contrat.
Un arrêt de 1982 admet que l’action directe puisse être rédhibitoire ou estimatoire (auparavant, la jurisprudence estimait qu’elle ne pouvait pas être rédhibitoire). Si le vendeur n’a pas été payé, seule l’action estimatoire est possible car l’action rédhibitoire reviendrait à lui faire rendre ce qui ne lui a pas été donné. En pratique, le fabricant (ou grossiste ou autre) ne peut indemniser que ce qu’il a payé, et qui est généralement très inférieur à ce qu’ont payé les contractants intermédiaires ; l’acheteur devra donc mettre en œuvre d’autres actions pour obtenir réparation.
Une clause limitant l’action directe peut-elle être valable ? Oui (Cour de cassation ; 1988), mais seulement dans le contrat conclu par le défendeur et non dans le contrat conclu par le demandeur (Cour de cassation ; 1995) : les tribunaux prennent en considération le premier contrat.

#### Garantie des vices dans la Convention de Vienne
Une partie des garanties du droit français dans la vente –dont la garantie d’éviction- est englobée dans la garantie unique et générale de la Convention de Vienne : le vendeur doit garantir le type, la quantité, le conditionnement et d’autres éléments prévus au contrat (quand ce n’est pas prévu au contrat, cela doit être conforme aux usages) ; la chose doit être exempte de tout droit dont l’acheteur ne serait pas au courant.
Similitudes avec les garanties françaises :
- le défaut ne doit pas être connus de l’acheteur
- le défaut doit être antérieur au transfert des risques
- le fait de ne pas dénoncer les défauts apparents entraîne la déchéance des actions en garantie des défauts apparents
- l’acheteur doit dénoncer les défauts dans un délai aussi bref que possible (mais dans la Convention de Vienne, « dénoncer » signifie alerter le vendeur tandis qu’en droit français il signifie agir en justice)
- en cas d’inexécution importante, essentielle, la vente est nulle et résiliée
- en cas d’inexécution accessoire, l’acheteur est simplement indemnisé

La gravité de l’inexécution est jugée eu égard aux conséquences néfastes pour l’acheteur. La Convention de Vienne ne parle pas des clauses exonératoires : il revient à la loi nationale de les autoriser ou non.

### L'obligation d'assurer la sécurité
L’obligation d’assurer la sécurité n’est pas spécifique à la vente. Le droit a de plus en plus pour but d’assurer la santé et la sécurité des personnes : en 1911, la jurisprudence reconnaît une obligation de sécurité de résultat dans les transports ; par la suite la loi et la jurisprudence affirmeront l’obligation de sécurité dans tous les contrats puis dans presque tous les domaines.
L’obligation du vendeur d’assurer la sécurité découle de la responsabilité contractuelle de sécurité et de la responsabilité du fait des produits défectueux.

#### L'obligation contractuelle de sécurité
Le vendeur doit une garantie contre les dommages aux personnes et aux biens. Cette obligation de sécurité a d’abord été seulement jurisprudentielle (elle était fondée sur l’article « fourre-tout » 1135 du Code civil) ; la loi (notamment le Code de la consommation ou une directive de 1985 légalisée en 1998) a par la suite obligé à garantir la sécurité des produits vendus.
La garantie de sécurité du vendeur se distingue de la garantie des vices cachées, qui est insuffisante car soumise à des conditions trop strictes de délai. « L’action en responsabilité contractuelle vis-à-vis du vendeur, afin de garantir la sécurité, n’est pas enfermée dans le bref délai de l’article 1648 du Code civil » (Cour de cassation ; 1991).

« L'action résultant des vices rédhibitoires doit être intentée par l'acquéreur dans un délai de deux ans à compter de la découverte du vice.
Dans le cas prévu par l'article 1642-1, l'action doit être introduite, à peine de forclusion, dans l'année qui suit la date à laquelle le vendeur peut être déchargé des vices ou des défauts de conformité apparents. »

— Article 1648 du Code civil, version en vigueur depuis le 25 mars 2009

##### L’obligation contractuelle de sécurité du vendeur est-elle de résultat?
Non, il faut prouver que le dommage corporel ou aux biens est lié à un défaut de la chose ET que le vendeur est responsable de ce vice.
La jurisprudence a étendu l’obligation de sécurité aux personnes qui ne sont pas cocontractantes du vendeur : « le vendeur est responsable des dommages créés à son cocontractant mais aussi aux tiers » (Cour de cassation ; 1995) ; « le vendeur est responsable tant à l’égard des dommages créés à l’égard aux tiers qu’à ceux créés à son acquéreur » (Cour de cassation ; 1998) –La jurisprudence de 1998 ne limite plus strictement la responsabilité contractuelle, contrairement à celle de 1995-.

#### La responsabilité du fait des produits défectueux
La responsabilité du fait des produits défectueux a un régime unitaire, qui n’est pas cantonné au droit de la vente ni même au droit des contrats ; il ne fait pas la distinction entre responsabilité contractuelle et délictuelle (pareillement à la loi Badinter de 1985 sur les accidents liés aux véhicules). C’est donc un régime global en faveur de toute personne subissant un dommage du fait des produits défectueux. Il découle des anciens articles 1386-1 à 1386-18 du Code civil, légalisant une directive européenne[réf. nécessaire].

##### Quels éléments doivent être réunis pour que la responsabilité du fait des produits défectueux s’applique?
- un bien mobilier (voire immobilier), qu’il s’agisse de produits de consommation, d’animaux, de produits du corps humain ou autres
- une défectuosité. La faute n’est pas prise en compte, la simple constatation de la défectuosité (fait générateur) est suffisante. La jurisprudence a adopté une définition fonctionnelle de cette défectuosité : « un produit est défectueux dès lors qu’il n’offre pas la sécurité à laquelle on peut légitimement s’attendre » (la notion est différente de celle du vice caché, dont le critère d’identification est le trouble dans l’utilisation et non pas la dangerosité).
- un dommage du fait de la défectuosité du produit. Il doit être prouvé par la personne victime : il n’y a pas de présomption.

L’indemnisation en cas de responsabilité du fait des produits défectueux n’est pas totale : la victime doit se fonder sur une autre action (par exemple celle en garantie des vices cachés ou d’exécution de l’obligation d’information et de conseil) pour se faire indemniser des autres dommages.

##### Quel est le délai d’action en responsabilité du fait des produits défectueux?
La défectuosité du produit doit apparaître dans un délai de 10 ans. Une fois la défectuosité découverte, la personne concernée doit agir dans un délai de 10 ans.

##### Qui peut voir sa responsabilité engagée du fait des produits défectueux?
- les producteurs ou fabricants
- les importateurs
- les vendeurs
- les loueurs (s’ils sont professionnels)

##### Comment s’exonérer de la responsabilité du fait des produits défectueux?
Il existe quatre façons différentes de s’exonérer de la responsabilité du fait des produits défectueux :
- en prouvant que l’on n’est pas à l’origine d’une mise sur le marché du produit
- en prouvant que le vice caché n’est pas antérieur à la vente
- en prouvant que le danger est lié à une mauvaise utilisation du produit par la victime (N.B. : le fait du tiers n’exonère pas la responsabilité)
- en prouvant le risque de développement. Au moment de la mise en circulation du bien sur le marché, l’état des connaissance scientifiques et techniques ne devaient pas permettre de déceler la dangerosité du produit. Cette cause d’exonération est acceptée par les juges si le producteur ne pouvait connaître la défectuosité du produit ET a tout mis en œuvre pour éviter les dommages (par exemple, un constructeur automobile rappelle des automobiles défectueuses du marché). Elle était facultative mais tous les pays de l’Union l’ont cependant intégré à leur législation nationale (sauf pour le corps humain et ses produits).

##### Les clauses limitatives ou exclusives de responsabilité du fait des produits défectueux sont-elles valides?
Non. Elles sont nulles, sauf entre professionnels et ce uniquement en ce qui concerne les dommages matériels.
La Commission européenne a critiqué la transposition de la directive sur les produits défectueux par la France[réf. nécessaire], pour plusieurs raisons :
- la France a ignoré la condition de franchise de 500 euros en répondant à la Commission que cette franchise constituait une atteinte à l’accès au droit (ce à quoi la CJCE a elle-même répondu que d’autres actions permettaient de se faire indemniser intégralement).
- la France a visé des responsables que la directive excluait et a répondu à la Commission que dans la pratique cela ne changeait rien puisqu’une action indirecte permettait d’atteindre ces personnes (la CJCE a cependant confirmé la violation du droit par la France).
- la France a mal transposé la clause d’exonération intitulée « risque de développement » (la CJCE a expliqué que les pays membres devaient retenir ou exclure la clause, mais ne pouvaient l’aménager comme la France l’a fait)

Sur ces trois points, la Cour de Justice des Communautés Européennes (CJCE) a condamné la France.[réf. nécessaire]

## Les obligations pesant sur l'acheteur
L’acheteur a deux obligations principales : payer le prix stipulé au jour de la vente et retirer la chose achetée.
Il a aussi des obligations jurisprudentielles fondées sur certains articles tels que l’article « fourre-tout » 1134 ancien du Code civil. La jurisprudence a par exemple considéré que l’acheteur devait collaborer avec le vendeur ; cependant, il s’agit plus d’une « incombance » que d’une obligation : si l’acheteur ne collabore pas, il ne pourra simplement pas reprocher l’absence d’information de la part du vendeur.

« Les conventions légalement formées tiennent lieu de loi à ceux qui les ont faites.
Elles ne peuvent être révoquées que de leur consentement mutuel, ou pour les causes que la loi autorise.
Elles doivent être exécutées de bonne foi. »

— Ancien article 1134  (Abrogé par Ordonnance numéro 2016-131 du 10 février 2016, à compter du 1er octobre 2016)

### L'obligation de paiement du prix
L'acheteur a obligation de payer le prix. Si l’acheteur ne paie pas le prix, le vendeur dispose de la possibilité de rétention ou de la résolution judiciaire. Le vendeur devra mettre l’acheteur en demeure de payer le prix ; à partir de ce moment courent les intérêts moratoires.

« Le vendeur n'est pas tenu de délivrer la chose, si l'acheteur n'en paye pas le prix, et que le vendeur ne lui ait pas accordé un délai pour le paiement. »

— Article 1612 du Code civil, version en vigueur depuis le 21 mars 1804

#### Montant du prix
Le prix peut être évolutif (par exemple en présence d’une clause d’indexation) et peut avoir des intérêts, dont les intérêts moratoires dès lors que l’acheteur est en retard dans l’exécution de son obligation. Parfois, il revient à l’acheteur de payer le prix de l’acte notarié.

#### Moment du paiement
La vente ayant un caractère immédiat, le prix se fait en principe en une seule fois à la délivrance ou avant la délivrance (le paiement anticipé peut alors être partiel via l’acompte ou être total), ou encore après la délivrance (vente à crédit).

#### Lieu du paiement
Le paiement se fait au lieu où s’effectue la délivrance (le paiement est « portable » et non « quérable » : il revient à l’acheteur de l’apporter), à moins que le contrat n’en prévoit autrement.

#### Preuve du paiement
Il revient à l’acheteur de prouver par tous moyens (puisqu’il s’agit d’un fait juridique) qu’il a payé le prix.

### L'obligation de retirement
L’obligation de retirement de l’acheteur est « quérable ». Le vendeur doit conserver la chose tant que l’acheteur ne l’a pas retiré. Dès lors que le vendeur met en demeure l’acheteur d’exécuter son obligation de retirement, les frais de conservation reviennent à l’acheteur.
Pour les biens meubles, la vente peut avoir lieu de plein droit et sans sommation à partir du délai prévu pour le retirement (c’est une résolution de plein droit). Cette résolution est entendue strictement : un délai de retirement doit avoir été prévu au contrat pour qu’elle puisse être mise en œuvre.